# Base aérienne 122 Chartres-Champhol
La base aérienne 122 Chartres-Champhol (parfois nommée simplement base aérienne de Chartres) désigne une ancienne base utilisée par l'armée de l'air tout au long du XXe siècle (1909-1997). Elle était située près de la ville de Chartres en Eure-et-Loir, principalement sur la commune de Champhol.

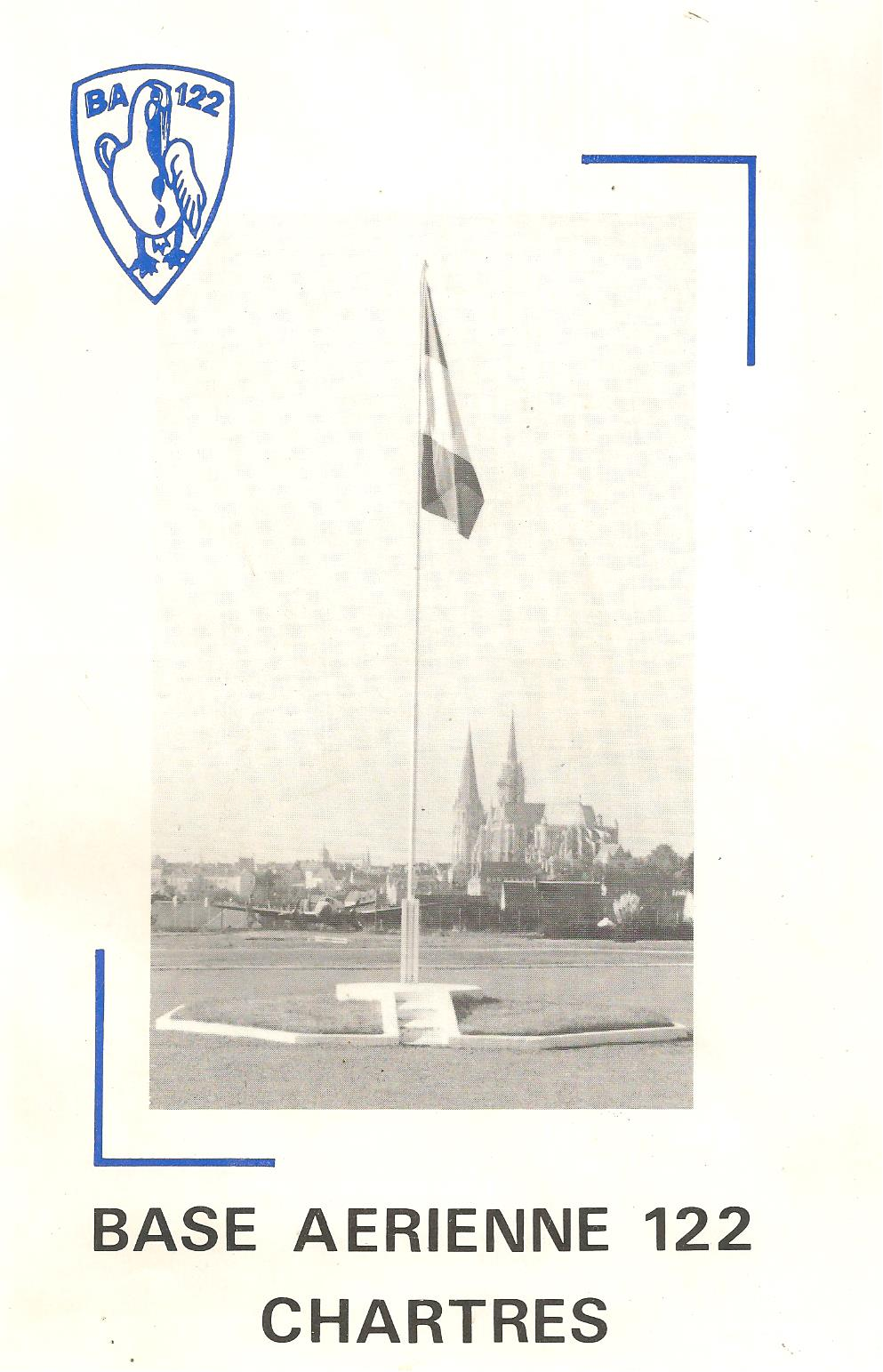
Couverture du livret de l'aviateur de la BA 122 Chartres-Champhol, 1987.

Opérationnelle dès 1909, elle est peut-être la plus ancienne des bases aériennes de l'Armée de l'air française. Avec une longévité de 87 années (un record, avec la Base aérienne 102 Dijon-Longvic « Capitaine Georges Guynemer »), elle fut l'une des implantations les plus durables de l'Armée de l'air.
Au bord de la Route nationale 10, à environ 1,5 km au nord-est de la ville, elle couvrait, environ, 250 hectares de superficie, pour un périmètre de 9,5 kilomètres.
Après avoir été désignée par le numéro de la brigade aérienne qu'elle abritait, elle portait depuis le 1er décembre 1945 le numéro « 122 » en souvenir du 22e Régiment Aérien de Bombardement de Nuit (RABN), qui y a déployé ses activités de 1923 à 1936. Elle fut successivement une base d'instruction au pilotage élémentaire, de bombardement aérien, de chasse aérienne et d'instruction à la chasse, puis de support. 
La diversité de ces activités - du bombardement à la chasse, des navigants aux spécialistes, avec une forte présence de l'instruction, ainsi que le prestige des unités ou des personnalités qu'elle a accueillies - la rendent particulièrement représentative de l'Histoire de l'Armée de l'air française au XXe siècle.

## Historique de 1909 à 1997
L'Histoire de la BA 122 débute avec la création d'un terrain d'aéroplanes, en 1909, qui sera le siège de l'école d'aviation installée en 1915, laquelle fut un important centre d'instruction au pilotage élémentaire durant la Première Guerre mondiale.

### 1909: la création du terrain d'aéronautique
Le "camp d'aviation" proprement dit apparaît primitivement en 1909 (à l'ouest de Chartres : entre la GC 24 et la N 839, à l'époque (actuelles D 24 et D 939), sur la commune de Sours, actuellement celle de Nogent-le-Phaye.
L'emplacement définitif, près de Champhol, profite d'un casernement de cavalerie, installé dès 1870 dans le quartier "Neigre", parfois orthographié "Nègre" (en confusion avec le nom de Charles Nègre, 1820-1880), et d'un casernement d'artillerie (d'Aboville), les deux également appelés "Cachemback" (du nom du débitant de boisson le plus proche).
Ces casernements abriteront, de 1874 à jusqu'à leur départ pour la guerre, en 1914, le 4e Escadron du Train des Equipages Militaires, ou 4° ETEM.

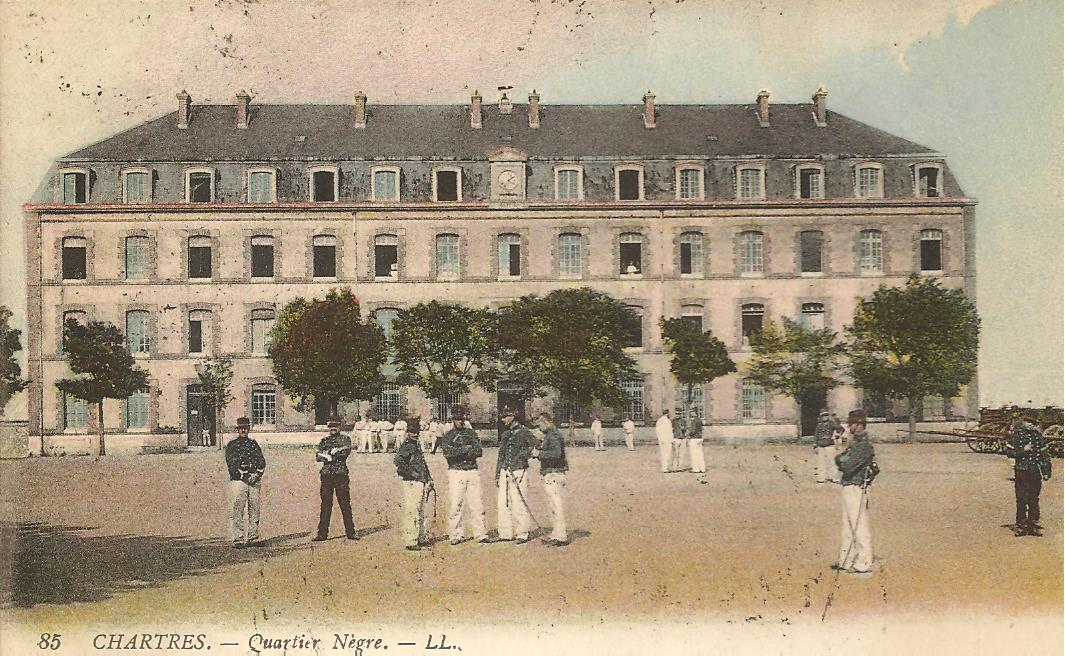
Quartier Neigre ou quartier Nègre. 4e Escadron du Train des Équipages Militaires. Future base aérienne 122 Chartres-Champhol.

Ces anciens bâtiments resteront utilisés (en chambres et en bureaux) par la future base aérienne jusqu'à sa fermeture en 1997, suivie de leur destruction en 2016.
La vue de la Cathédrale, du site de Cachemback, est réputée comme très belle et fait l'objet de nombreuses photographies.
Le 9 février 1909, l'ingénieur Gangler, aviateur à Issy-les-Moulineaux obtient de l'armée et de la municipalité la création d'un champ d'aviation. De 1909 à la veille du conflit mondial de 1914, Chartres est un lieu d'expérimentations d'appareils aériens. Les constructeurs de l'époque testent leur engins, particulièrement avec l'aide des pilotes de l'école Savary : premiers avions Farman, Blériot, Antoinette, Hanriot ou encore, Grégoire GYP, de l'ingénieur Pierre-Joseph Grégoire (celui des Automobiles Grégoire), en mai 1909.
Le 23 février 1909, la Société d'Encouragement à l'Aviation, ou Comité d'aviation de Chartres inaugure l'ère de l'aviation civile chartraine.
Le 11 mai 1909, une station de tramway relie Chartres à son terrain d'aviation.

### 1909-1914: les écoles d'aviation civiles Savary, Houry et Garaix
Les pionniers de l'aviation visent aussi les premiers records. Chartres est leur théâtre d'opérations.
En juin 1909, Charles de Piquerez s'escrime, en vain, à faire décoller un aéroplane. Jacques de Lailhacar parvient, le premier, à faire voler un avion à partir du terrain chartrain, le 6 novembre 1909.
Le 9 novembre 1909, le pilote Maurice Farman (1877-1964) réalise un vol direct de Buc à Chartres. Puis, le 31 décembre, pour une distance équivalente (environ 70 km), il vole sans arrêt de Chartres à Orléans. Ces exploits lui vaudront la médaille d'or de l'Aéro-Club de France.
L'école de Robert Savary (1882-1935), constructeur et pilote comprend une section ouverte aux civils et une autre, pour les militaires. Elle fonde ainsi l'origine précoce des activités d'aviation militaire à Chartres. 
Elle ouvre en août 1910 (la première école de pilotage au monde ouvre en janvier 1909, à Pau). L'école d'aviation de 1910 utilise des biplans Savary, puis des avions Farman.
L'école Houry la complète, avec des avions Blériot XI.
Hubert Latham se pose souvent dans le parc du château de Maillebois, sa maison natale, tout près de Chartres.

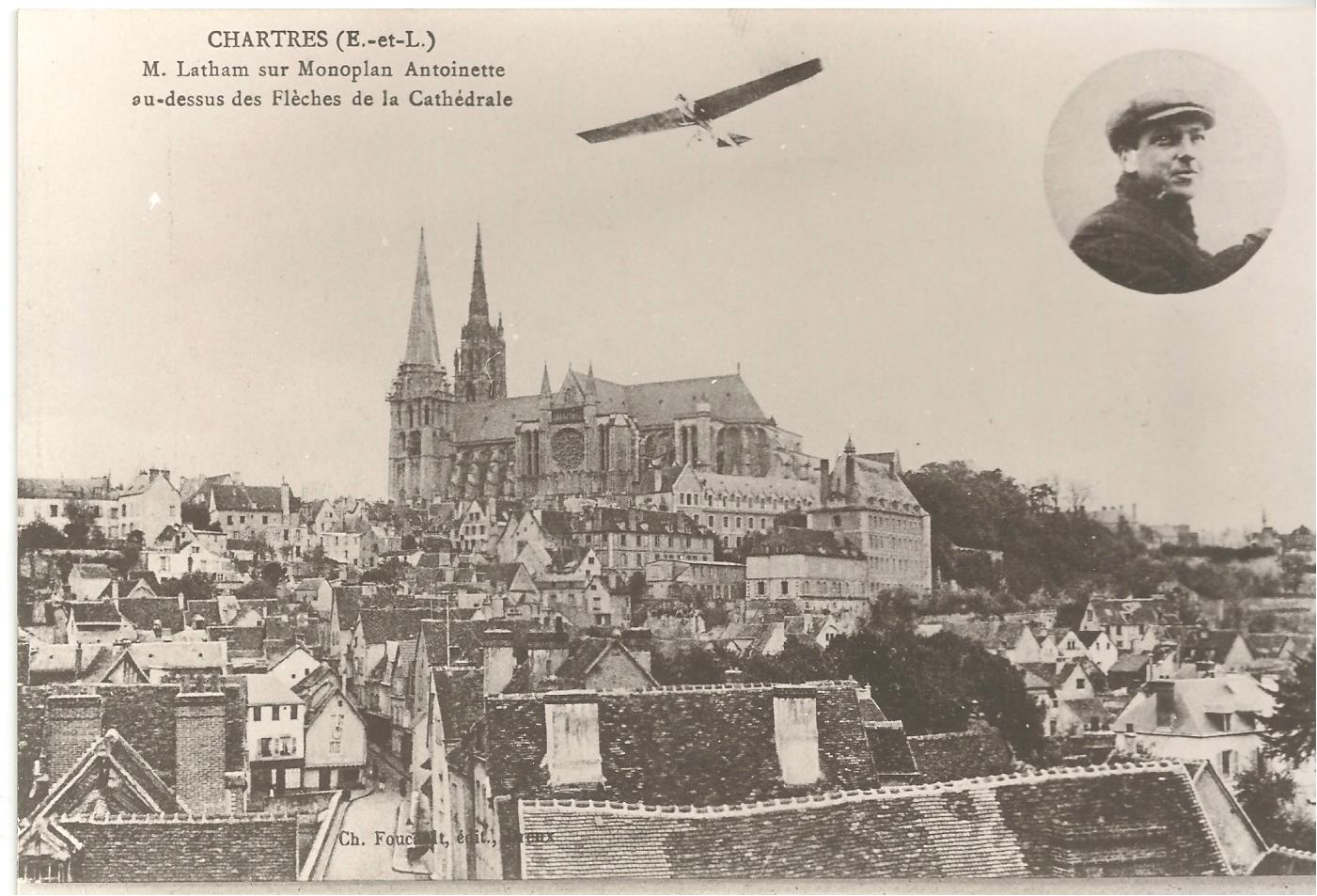
« Chartres (E.-et-L.) - M. Latham sur Monoplan Antoinette au-dessus des Flèches de la Cathédrale ».

Maurice Jusselin (1882-1964), le brillant chercheur et archiviste de Chartres, est aussi l'un des pionniers de l'aviation locale (il servira dans l'aviation durant le premier conflit mondial). Ami du pilote Joseph Frantz (1890-1979), il réalise les premières photographies aériennes de la cathédrale de Chartres, notamment le 13 octobre 1913 et le 1er mars 1914.
Le 1er janvier 1910, le brevet de pilote est instauré.
Le 7 juin 1910, l'arme aérienne est placée sous l'autorité du Génie, le Ministre de la guerre hésitant longuement avec l'Artillerie. L'Aéronautique militaire est créée.
Le 12 juin 1910, Robert Savary reçoit le premier brevet de pilote intégralement passé à Chartres (brevet n°112 de l'Aéro-Club de France). Son école se développe à partir de juillet 1910. Le 25 septembre 1910, le journaliste Edmond Poillot (1888-1910), également chef pilote de l'école Savary, breveté du 29 août 1910, se tue à Chartres, avec son passager Partiot, dans un accident d'avion. Le 15 octobre 1911, un monument est érigé en rappel du drame ; il sera déplacé en 1966, près de la rue Edmond Poillot.
L'école Grégoire devient l'école Houry en août 1910, avec Fernand Deletang pour chef pilote.
Le 11 avril 1911, les six premiers appareils militaires stationnent à Chartres, sous le commandement du capitaine Albert Étévé.
En 1911, René Level bat plusieurs records à Chartres (durée, distance). 
Le 14 octobre 1911, René Level, chef pilote chez Savary, meurt des suites d'un accident d'aéroplane survenu le 12 octobre alors qu'il participait au meeting d'aviation de Reims.
Chartrain, le célèbre pilote Lucien Deneau (1886-1971), l'un des mécaniciens de Louis Blériot est breveté militaire (après avoir passé le brevet de l'Aéroclub de France). Enfant du pays, il illustrera son art du pilotage à Tarbes et à Pau, avec d'audacieuses prouesses en monoplan Blériot, puis pendant la Première Guerre mondiale. Il survolera, le tout premier, l'Amazonie et terminera ses jours à Chartres. Il revient à plusieurs reprises voler à Chartres en 1911. Le restaurant Chaboche, installé sur le terrain, prévoit une fête en son honneur le 3 septembre 1911 ; elle est annulée à la suite de l'accident mortel de Pierre Maron, second pilote chez Savary.
Le 21 novembre 1911, l'armée réceptionne ses premiers avions commandés à Savary. Le 26 novembre, Edmond Gastinger passe, le premier, en avion entre les flèches de la cathédrale. En 1911, le pilote militaire Joseph Frantz, moniteur chez Savary et premier pilote français à abattre un avion ennemi quelques années plus tard (en 1914), passe également entre les deux tours de la cathédrale (...). Le survol de l'édifice sera, très tôt, rigoureusement interdit. Savary forme les premiers élèves-pilotes militaires à Chartres, début 1912.
Le 3 au 21 mai 1912, Joseph Frantz procède aux premiers essais de radio TSF (ou télégraphie sans fil) entre son avion et le sol, à l'aide d'un poste émetteur de Lucien Rouzet de trente-deux kilos, complété d'une antenne déroulable de trente mètres. Auparavant testée entre un dirigeable et le sol, en 1910, cette innovation sera généralisée dans les avions militaires à partir de 1915. Le premier message de Frantz parcourt dix kilomètres pour aller à son ami l'archiviste Maurice Jusselin.
Le 25 mars 1912 Joseph Frantz échoue à battre le record d'altitude détenu par Maurice Prévost. Le 8 et le 9 juillet 1912, se tient une grande fête de l'aviation chartraine. Le 5 novembre 1912, le maréchal des logis aviateur Gustave Maréchal, victime du froid, s'écrase mortellement.
Le décret du 22 août 1913 créée les deux premiers centres aéronautiques militaires : à Saint-Cyr-l'École et à Étampes.
Le 6 janvier 1913, l'école Aéro-Tourisme s'installe à Chartres. Victorin Garaix est son chef pilote. En mars 1914, Victorin Garaix bat plusieurs records de vols en altitude avec passagers. Sa rencontre avec Paul Schmitt conduit à les deux hommes à développer avec succès les aéroplanes Paul Schmitt. Ce dernier imagine les ailes à incidence variable.
Le 16 janvier 1913 Robert Savary est décoré de la légion d'honneur, place des Epars, à Chartres.
Fin février 1913, Joseph Frantz emportant huit passagers, bat le record du nombre de passagers en vol. Le 14 août 1913, Frantz expérimente le monoplan de Stefan Drzewiecki. Le 24 août 1913, Chartres connait une nouvelle fête de l'aviation, autour du restaurant Chaboche.
Du 21 janvier 1914 ou 3 juillet 1914, Victor Garaix bat le record d'altitude avec passagers.
Le lundi de Pâques 1914, Joseph Frantz réalise le premier vol de nuit à Chartres. Il décolle de nuit, survole la foire de Chartres et se pose sans difficulté.
Le 31 mars 1914, c'est encore un record décroché par Victorin (Victor) Garaix, surnommé "le grimpeur de Chartres", avec l'avion expérimental de Paul Schmidt,.
Le 18 juin 1914, le commandant Julien Félix né en 1869, pionnier de l'aviation militaire (breveté le 19 octobre 1910), s'accidente mortellement lors d'un vol d'essai.
Un décret du 31 juillet 1914 interdit toute activité aérienne, sauf militaire.
Victorin Garaix rejoint son affectation le 5 août 1914, près de Verdun. Il est abattu, le premier pilote français, le 23 août 1914, au-dessus de Tucquegnieux.

### Durant laPremière Guerre mondiale: la fameuse école d'aviation militaire
Active dès 1909, l'école de pilotage militaire sous la forme d'une section militaire intégrée aux écoles civiles, est l'une des premières de France, avec celles d'Avord, de Pau ou d'Istres, sans mentionner Issy-les-Moulineaux, premier champ d'aviation français.

#### Avant 1915
La nécessité de former les pilotes dans un cursus militaire est apparue très tôt.
Comme à Chartres, c'est en 1909 que le camp de Châlons se dote ainsi d'une école de pilotage, sur (avions Farman) ; le terrain de Pau forme également très tôt, sur avions Blériot.
En août 1911, quatre centres écoles entièrement destinés à la formation militaire sont en activité, à Châlons, à Versailles (exactement à Saint-Cyr-l'École), à Avord et à Pau.
Le 1er avril 1911, l'aéronautique militaire installe sa toute première école de pilotage, au camp de Châlons, sous la responsabilité du lieutenant Félix Camerman, premier pilote militaire à obtenir le brevet de pilote civil (8 février 1910). Huit officiers en seront les premiers élèves-pilotes, à la fin avril. Le 29 novembre 1911, l'aéronautique militaire décide d'appeler ses aéroplanes "avions", en hommage à l'inventeur français Clément Ader. L'instruction au pilotage militaire débute ; le terrain de Chartres y contribuera activement, dès le début de la guerre.
Le brevet de pilote militaire, créé le 7 février 1911 (premier breveté : lieutenant Charles de Tricornot de Rose), réunit trois épreuves. La navigation (trois parcours différents de cent kilomètres aller-retour sans escale), qui s'effectuent via des triangles : Chartres-Buc-Châteaudun-Chartres, par exemple, ou Maintenon et Avord. Des épreuves d'altitude sont également prévues : une heure de vol à deux mille mètres. Ainsi que des atterrissages en spirale, avec l'hélice arrêtée. Enfin, un examen technique valide les connaissances théoriques du candidat au brevet de pilote militaire. 
La loi du 29 mars 1912 organise l'aéronautique militaire française. Jusqu'en 1934, celle-ci sera rattachée à l'armée de terre.
Les écoles de formation au pilotage d'Avord et de Pau avaient, malencontreusement, fermé en août 1914, pour permettre aux instructeurs de constituer les escadrilles de combat. Elles seront rapidement rouvertes et dotées d'appareils ; des écoles civiles seront intégrées, pour faire face aux besoins en pilotes militaires. Celle de Chartres fait partie des sites ouverts dès janvier 1915. Initialement (en 1911), le volume annuel de pilotes en formation était fixé à 250. Au 2 août 1914, 657 brevets militaires avaient été attribués (et environ, 1 730 civils, avec des recoupements). 
Le futur général Joseph-Édouard Barès supervise l'organisation du recrutement et de la formation des pilotes. Barès avait passé l'épreuve de navigation de pilote militaire, en mars 1911, entre Buc, son école, et le terrain de Chartres. Proche de Joseph Joffre, il est relayé par le futur général Adolphe Girod (1872-1933), nommé Inspecteur des Écoles et des Dépôts en septembre 1915. Partisan d'une aviation militaire autonome, Édouard Barès sera destitué le 15 février 1917. L'aviateur Julien Mamet contribue à la mise en route des écoles.
En 1913, une partie des écoles de pilotages créées en 1910 sur le terrain de La Vidamée, entre Chantilly et Senlis, rejoint le terrain de Chartres. Entre janvier 1914 et juillet 1914, Victorin Garaix (1890-1914), titulaire d'un brevet de pilote militaire, bat différents records, dont celui de durée en vol avec passagers : soit plus de quatre heures en circuit fermé au-dessus de Chartres, le 3 juillet 1914.
En septembre 1914, l'aérodrome civil de Chartres est fermé, en raison des hostilités ; à l'automne, sa vitalité trouve un prolongement dans les premières installations militaires.

#### À partir de janvier 1915
Le 15 janvier 1915, l'école militaire de pilotage et de perfectionnement "Farman" s'ouvre à Chartres,, avec quatorze appareils.
C'est le lieutenant de vaisseau Pierre Cayla (1880-1930), l'un des premiers officiers de marine breveté pilote, qui conduit les préparatifs. Il commandera l'école entre janvier 1915 et juin 1915.
Dès février/mars 1915, l'école de pilotage de Chartres est déjà active. Elle délivre le brevet de pilote militaire. Formant donc près de trois mille pilotes militaires, c'est la première école, par importance, après la base aérienne 125 Istres-Le Tubé (ouverte en janvier 1917), près d'Istres et la base aérienne de Châteauroux-Déols, à Châteauroux (octobre 1915, observation d'artillerie). 
Le 15 avril 1915, sortent de Chartres vingt-sept premiers pilotes brevetés sur avion Farman.
L'arrêté du 25 novembre 1915 fixe le statut des écoles d'aviation militaire.
S'activent, également, les écoles d'aviation militaire de Pau (avions Blériot), de Juvisy Port Aviation (septembre 1915), de Dijon (avions Voisin, mai 1917), d'Étampes (base aérienne 251 Étampes-Mondésir), de Buc (Avions Farman, mars 1915)) ou encore, d'Avord (bombardement et vol de nuit) ou Le Crotoy (mars 1915), de Tours (octobre 1915), de Biscarrosse (janvier 1917) et d'Ambérieu-en-Bugey (perfectionnement, août 1915). 
L'école de chasse est alors à Pau (voltige ou haute école), celle de Cazaux forme au tir et celle d'Avord est (également) spécialisée dans le bombardement. 
L'école d'aviation militaire de Chartres prépare et délivre le brevet élémentaire de pilotage, sur avions Caudron et Farman, notamment les MF 11 (Maurice Farman 11), dotés d'un moteur de quatre-vingts chevaux. S'y trouvent également des Caudron G III. En 1916, des Farman F.20 seront utilisés, puis le F.40, en 1918. Le parc avoisine 430 avions, en 1918.
Cette formation initiale comprend un stage d'une durée d'un mois (une quarantaine d'heures de vol, au maximum, souvent moins), intercalée entre la formation militaire générale et les stages de perfectionnement au vol (école de chasse, école de bombardement, stage de vol de nuit...), dans un cursus qui atteignait six mois, en 1917.
À Chartres, l'école d'aviation militaire est commandée par le capitaine, bientôt commandant, Joseph Fassin, qui a succédé au lieutenant de vaisseau Pierre Cayla (1880-1930), après juin 1915. Elle sera également dirigée par le capitaine (futur général de l'Armée de terre) Paul de Langlade. Plus de 400 Farman y sont alors déployés. Le capitaine Adolphe Varcin (1884-1967) est chef-pilote de l'aérodrome militaire, jusqu'en 1916, date de son départ pour l'école de Châteauroux. Au lâcher solo, supervisé par Adolphe Varcin les nouveaux pilotes se disent "varcinés". L'école comprend également du personnel administratif et médical.
Des instructeurs de qualité sont en poste à l'école. En 1915, Dieudonné Costes, as de l'aviation, futur pilote de ligne et d'essai célèbre, enseigne le pilotage, comme moniteur dans cette école. Tout comme le sous-lieutenant Marcel Derunes, qui sera formateur durant tout le conflit mondial, ou encore Marcel Didier (1869-1943). Le sous-lieutenant Laurent Drevet, né en 1881, et chef-moniteur de la grande piste. Louis Brouard fera partie de cette équipe d'instructeurs.
Les élèves proviennent de toutes les Unités de l'armée de terre : infanterie, cavalerie (hussards, dragons, cuirassiers...), artillerie, ou encore génie. Ils sont détachés par ces armes.
Pour ses activités aériennes, l'école dispose de trois pistes : deux petites (La Grenouillère et le champ de Lours) et la piste principale, derrière la Mare-aux-Moines (routes de Sours et de Nogent-le-Phaye). Les deux premières servent aux tours de pistes et aux lâchers. Elle utilise également plusieurs annexes, sous forme de terrains de déroutement, comme à Voves, à une vingtaine de kilomètres de Chartres (exploitée de 1916 à 1918, sera un camp de prisonniers puis d'internement, en 1942), ainsi que le terrain de la ferme de Bouard, sur les communes de Baignolet et de Sancheville, à une quarantaine de kilomètres, ou encore à Coltainville, Nicorbin (Theuville) ou Fains-la-Folie.

#### Des as de l'aviation et d'illustres pilotes
L'as, futur général et brillant pilote de raid, Georges Pelletier-Doisy réussit son brevet à Chartres, le 19 juin 1913.
Parmi les milliers de pilotes de chasse ainsi formés, le sous-lieutenant Jean Casale (1893-1923) obtient à Chartres son brevet de pilote en mars 1915. En mai 1915, l'adjudant Maurice Robert commence sa formation.
En juin 1915, le capitaine Albert Deullin achève son cursus de formation.
L'aviateur de deuxième classe Marcel Vialle (1895-1976), admis le 6 août, sort breveté le 31 août 1915, avant de partir pour Ambérieu, puis pour l'escadrille. Arrivé le 15 juin 1915, Marcel Engler (1891-1982) passe son brevet le 3 septembre 1915. Victor Denain (1880-1952), futur ministre de la guerre, y passe en formation et sort breveté pilote le 15 août 1915, avant de diriger l'aéronautique de l'Armée d'orient. Admis en novembre 1915, le futur résistant et lieutenant-colonel Robert Poirier (1894-1949) est breveté le 3 février 1916. Le 16 décembre 1915, Pierre Hadengue termine les épreuves du brevet de pilote. 
Le 6 février 1916, le pilote Charles Chagnaud commence à Chartres sa formation. Jacques Roques reçoit le sien le 20 mai 1916. L'enseigne de vaisseau Pierre Olgiati (mort au combat en 1917) est breveté le 25 septembre 1916. L'enseigne de vaisseau René Guilbaud (1890-1928), qui sera un précurseur des raids en hydravions est formé en 1916. Le 9 août 1916, Louis Risacher passe à son tour par l'école.
Justin Usse, inapte à l'infanterie après une grave blessure, est breveté à Chartres le 17 janvier 1916 -le même jour et au même endroit qu'Henri Lumière- après vingt-cinq heures de vol. Il poursuivra la guerre comme pilote observateur.
Le 15 novembre 1916, c'est le futur as et futur lieutenant Pierre Marinovitch (1898-1919) qui quitte Chartres, brevet de pilote en poche. Il terminera la guerre avec 21 victoires aériennes, un record.
Le 25 septembre 1916, le parachutiste pionnier Constant Duclos est breveté à Chartres.
En 1917, il semble que Georges Bernanos soit passé à l'instruction à Chartres, mais il ne terminera pas le conflit dans l'aviation.
Le futur as Pierre Ducornet (1898-1963) repart de Chartres avec son brevet, le 23 février 1917. Il totalisera 7 victoires en combat aérien.
Le 18 mars 1917, André Parsemain, (1892-1957), né à Fort-de-France et ancien mécanicien, obtient son brevet.
En décembre 1917, le futur as de l'aviation Théophile Condemine (né en 1895) aborde sa formation de pilote à Chartres. Breveté en mars 1918, il totalisera neuf victoires aériennes au cours des seuls derniers mois de la guerre.
Le 22 janvier 1918, l'aspirant Joseph Pouliquen (1897-1988) obtient son brevet à son tour, après une dure période dans l'infanterie et avant une belle carrière, civile comme militaire.
Le lieutenant Joseph Haour est affecté à l'école, le 10 décembre 1918, après une période de guerre bien remplie, comme observateur, puis comme pilote. Louis Dupuy (1894-1979) y est breveté pilote le 26 avril 1915. Joseph Cellard obtient son brevet de pilote militaire le 31 octobre 1917. L'ancien artilleur Pierre Janet décroche le sien le 21 août 1918. Issu d'un régiment de dragons, le maréchal des logis-chef Frantz Maurice Divoy est breveté à son tour, le 24 décembre 1917.
Blessé en 1915, l'artiste et lieutenant observateur Georges Villa (1883-1965) publie un livre de portraits, réalisés à l'école d'aviation militaire de Chartres, qui dépeint certaines de ces personnes.
Le capitaine Prénom Chatelain publie, le 29 juin 1917, l'ouvrage "Causerie pratique aux élèves-pilotes", préfacé par le commandant de l'école de Chartres, Joseph Fassin, qui demeurera longtemps un "classique" des techniques du pilotage élémentaire.
Des élèves étrangers, surtout américains et russes sont formés à Chartres. Tel, par exemple, Raoul Gervais Lufbery (1885-1918), l'un des as de la Première Guerre mondiale de l'escadrille La Fayette.
Le 26 janvier 1915, le futur général Milan Stefanik (1880-1919) commence la formation qui lui conférera le brevet, en avril ; il est l'un des créateurs de la Tchécoslovaquie. Le lieutenant Onokichi Isobé (décédé en 1957) commence à Chartres sa formation de pilote militaire, en mars 1916.
Le 1er février 1916, le sous-secrétaire d'État à l'aéronautique René Besnard visite l'école de pilotage. 
En 1918, le Groupe des divisions d'entraînement (GDE) du Plessis-Belleville (perfectionnement des pilotes) rejoint Chartres.

#### Presque un quart des pilotes formés durant laPremière Guerre mondiale
Au total, ils seront 13 798 pilotes militaires brevetés, à fin 1918, dont 3 020 formés à Chartres, soit 22 % des brevetés élémentaires.
L'école d'aviation militaire de Chartres aura connu une forte montée en puissance :
- 393 pilotes formés en 1915,
- 629 en 1916,
- 1 143 en 1917,
- 855 en 1918.

Chartres arrive, de loin, en tête des écoles militaires d'aviation élémentaire.
La fin de la guerre étant venue, l'école d'aviation ralentit considérablement ses activités, puis ferme ses portes en mars 1919 ; la base est fermée et les matériels, mis en vente par l'administration des domaines.
Les aviateurs de Chartres clôturent cette période en conférant un grand prestige à leur camp d'aviation. Le carré militaire du cimetière de Chartres en garde la trace, tant des pilotes morts à l'entraînement, que des aviateurs décédés de la grippe espagnole, en 1918.

### Entre-deux-guerres

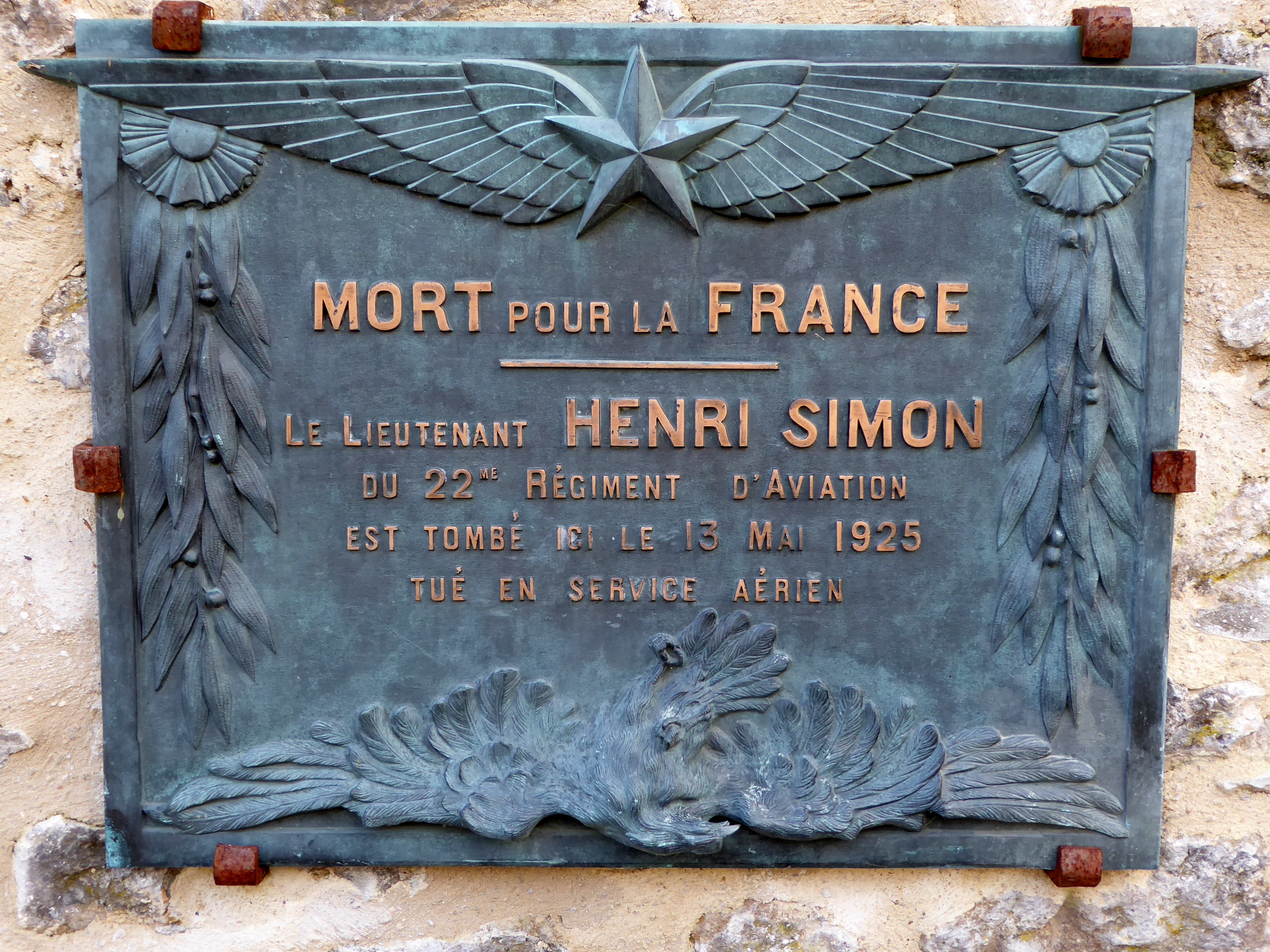
Plaque Henri Simon, tertre de la Poissonnerie, Chartres.

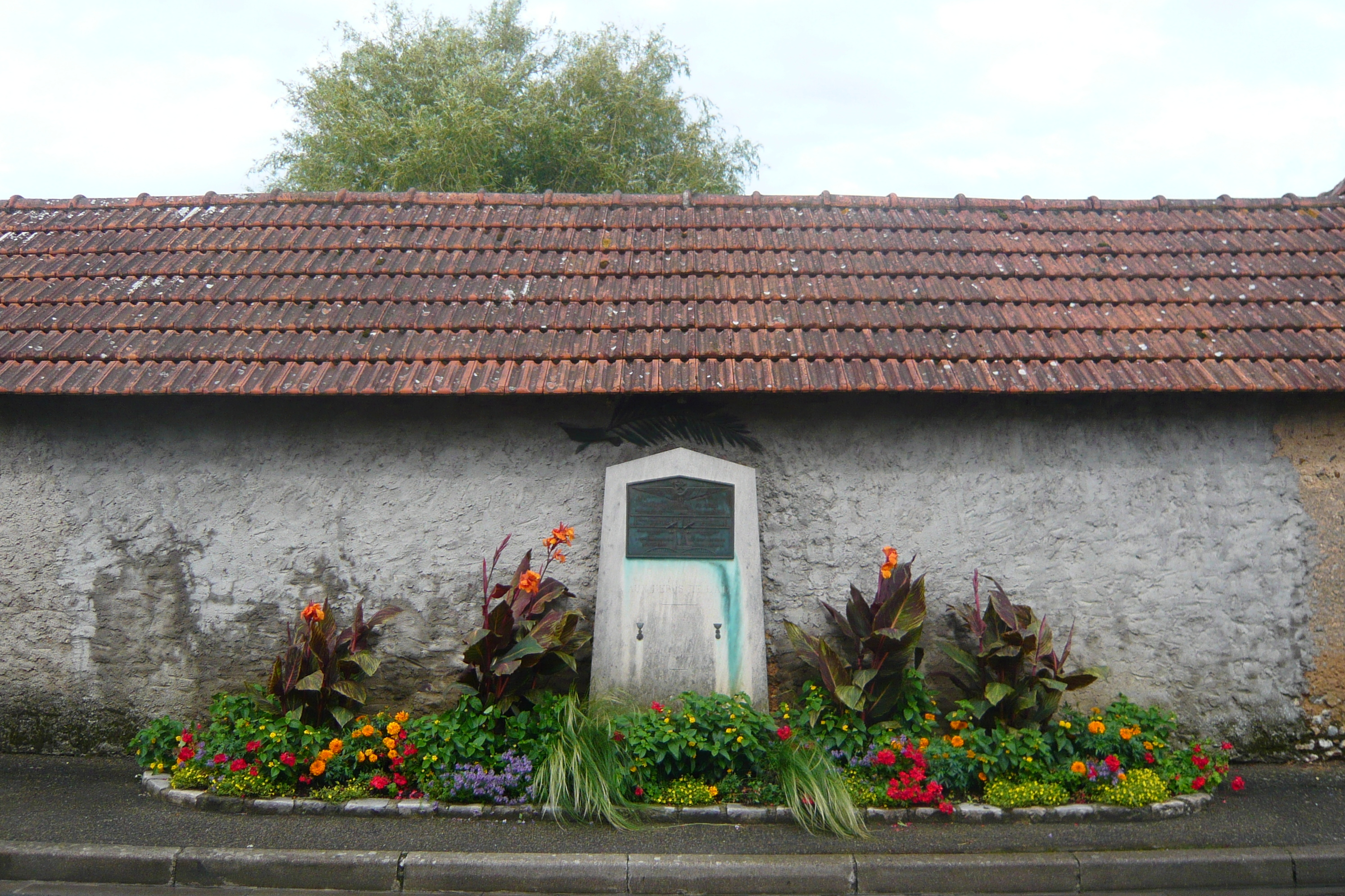
Stèle commémorative de l'accident du 26 août 1930, route de Chavannes à Lèves.

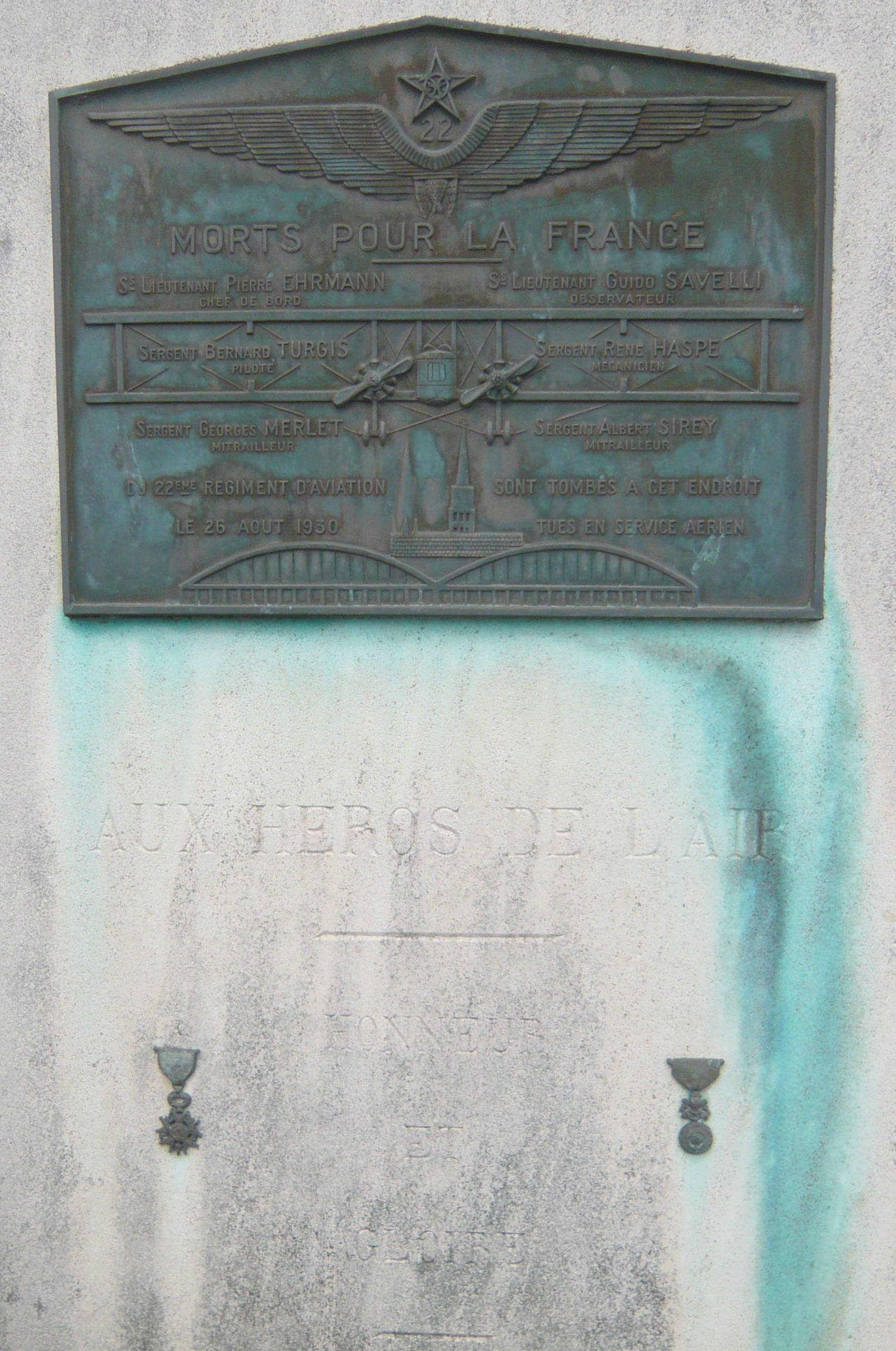
Plaque et gravure de la stèle.

Après cette courte période de latence, s'ouvre le temps des Unités de bombardement, particulièrement illustré par le 22e Régiment Aérien de Bombardement de Nuit ; puis ce sera celui de la chasse, à la veille de la Seconde Guerre mondiale, avec de prestigieuses Unités, que le conflit éloignera vite de Chartres. Mais une pétition va bientôt faire beaucoup de bruit, réclamant "la suppression du camp d'aviation de Chartres, qui menace de mort la Cathédrale".

#### L'aviation debombardement
En 1918, le calme revient. Les activités aériennes sont ralenties. 
L'école d'aviation a fermé, l'aéronautique ayant recentré l'instruction au pilotage à Avord, Istres et Étampes. Le bombardement va prendre ses quartiers à Chartres.
Fin 1922, le terrain situé initialement sur la route de Sours est déplacé à Champhol, près de la route nationale N 188 (Chartres-Paris) ; cinq hangars de type « Benezit », sont installés le long de la départementale allant de Chartres à Oisème. Neuf hangars provisoires, en toile, sont élevés près du quartier Neigre.
1922 marque l'année officielle de la création administrative de la Base aérienne 122.
Le terrain est bien plat et propice aux activités aéronautiques.
En 1922, les premières unités de bombardement convergent vers Chartres pour former l'Escadre d'Aviation Lourde.
L'Unité de bombardement s'appellera, successivement, le 22e Régiment Aérien de Bombardement de Nuit (RABN), de 1922 à 1933, puis l'Escadre d'Aviation Lourde de Défense (EALD), de 1933 à 1936.
Venue de Luxeuil, elle comporte deux groupes et six escadrilles en tout, soit 1.200 hommes et 140 avions de type Farman F.50, Farman F.60, Farman F 63, puis Farman F 64.
Le 25 avril 1931, Chartres est une étape du "Tour de France des avions et des automobiles", compétition originale lancée par "Le Journal", qui confronte engins aériens et terrestres, partis d'Orly.
Les premiers hangars solides d'avions sont construits en 1930, notamment, pour abriter les appareils du 22e Régiment d'Aviation de Bombardement, puis 22e Régiment Aérien de Bombardement de Nuit (formés des escadrilles 101 et 113, créées en 1914), arrivés de Luxeuil en 1933, qui formeront la 22e escadre d'aviation lourde de défense (22e Escadre d'Aviation de Bombardement, 1er octobre 1932). Cette unité est spécialisée dans le bombardement de nuit ; issue de la scission du 11e régiment d'aviation de bombardement, elle était alors équipée d'avions Lioré et Olivier LeO 20. Elle est dotée de Bloch MB.131 et de Bloch 200 à la veille de la Seconde Guerre mondiale.
Le bimoteur Farman F 63 dit Super Goliath est l'appareil de prédilection des six escadrilles du 22e RABN.
Le 13 mai 1925, le lieutenant Henri Simon s'écrase place de la poissonnerie, à Chartres. Restaurée, la plaque commémorative de ce drame retrouve sa place en mars 2014.
À partir d'août 1928, l'Armée de l'Air commence à former ses aviateurs au pilotage sans visibilité (PSV) ou Vol aux instruments, amorcé à Toussus-le-Noble par Lucien Rougerie. Le futur général de corps aérien Gaston Venot, affecté à Chartres jusqu'en juillet 1935, y développe cette technique.
En 1929, le tout récemment breveté pilote Georges Goumin, futur commandant est affecté, en tant que sous-lieutenant, au 22e Régiment Aérien de Bombardement de Nuit.
Le 18 mai 1930, le Ministre de l'Air, Laurent Eynac, inspecte la base aérienne.
Les accidents sont nombreux, et l'année 1930 connait une série noire. Le 16 mai 1930, un F. 63 revenant de Lyon à Chartres s'écrase dans les Monts du Lyonnais, près de Saint-Clément-sur-Valsonne. Le 23 juin, à l'issue d'un vol d'essai, un appareil capote à l'atterrissage, tuant le pilote et le mitrailleur. Le 26 août 1930, un autre Farman s'écrase à Lèves et tue son équipage. Le 27 août 1930, un Super Goliath du 22e RABN s'écrase à l'entraînement, près de Dijon (stèle du parc de la combe à la serpent).
En 1932, le 22e Régiment Aérien de Bombardement de Nuit (RABN), comprenait deux groupes (I/22 et I/22), regroupant trois escadrilles pour le I/22 (les VB 109, VB 125 et VB 101), et quatre, pour le II/22 (les BR 113, CAP 130, CAP 115 et 22/22 RABN).
En 1932, les bases aériennes sont créées et organisées, sur un modèle emprunté à l'Armée de terre.
Le 11 novembre 1934, l'accident du "Lioré et Olivier" LéO 20 tue les adjudants pilote Octave Sibade et l'observateur Narcisse Richard.  
En mai 1935 le Groupe de bombardement 2/22 reçoit le nouveau bombardier Marcel Bloch MB 200. Considérés comme obsolètes pratiquement dès leur mise en service, ils serviront d'avions d'entraînement.

#### Lesavionsde chasse à Chartres
En 1934, l'Armée de l'air est créée ; en 1935, le terrain de Chartres fait partie des neuf base aériennes principales de cette nouvelle arme (avec celles de Metz, Nancy, Le Bourget, Reims, Pau, Tours, Châteauroux et de Lyon).

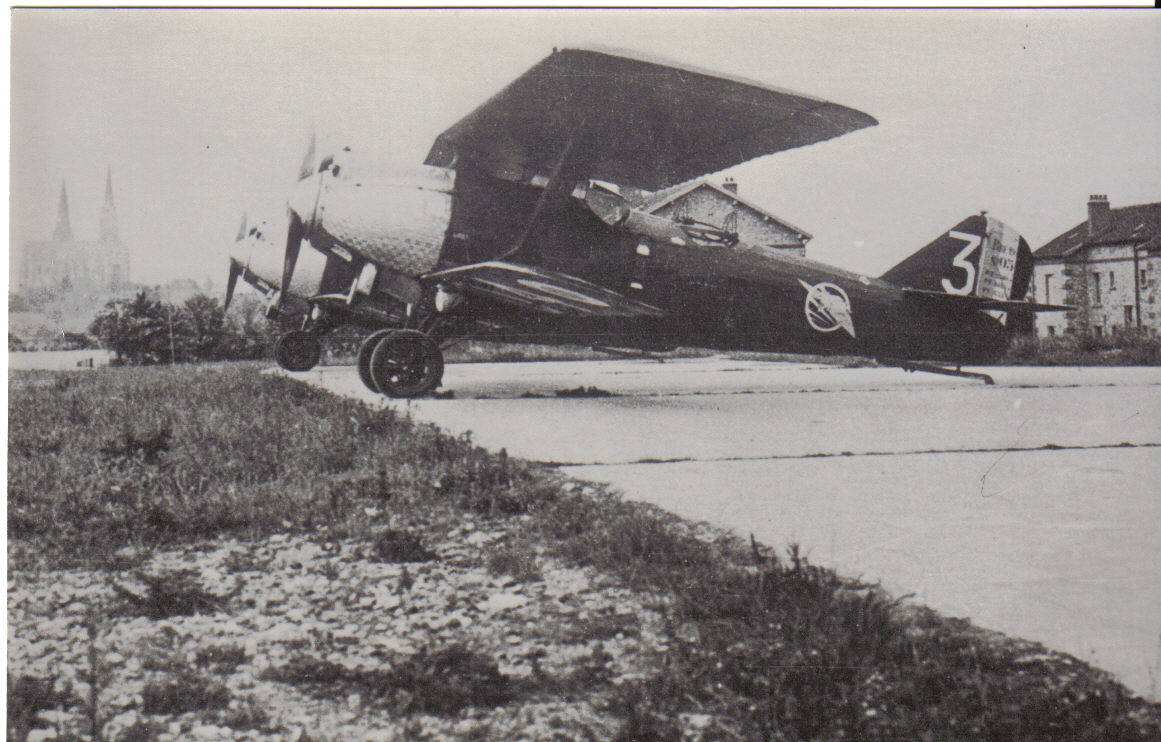
Avions au parking, Chartres. Future base aérienne 122 Chartres-Champhol.

Entre mai 1933 et mai 1934, la base reçoit par ailleurs la 42e escadre mixte de chasse, spécialisée dans la chasse de nuit. Cette unité opère au moyen de Nieuport 622, de Nieuport Delage 62 et de Breguet 19. En octobre de la même année, la 42e escadre mixte de chasse part pour Reims ; la 6e escadre de chasse permute et vient de Reims pour s'installer à Chartres.
En mai 1933 puis en mai 1935, le terrain est l'une des étapes de la troisième coupe de compétition aérienne "Deutsch de la Meurthe". Le 23 mai 1933, le capitaine Ludovic Arrachart se tue à l'entraînement pour cette compétition, à Maisons, à une trentaine de kilomètres de Chartres.
Le 15 octobre 1934, le futur capitaine Jacques Umbrecht commence, comme aviateur de deuxième classe, sa carrière dans l'Armée de l'air. Il sera affecté à la 2e escadre de chasse.
Le 15 juin 1935, le capitaine Frédéric Geille, alors pilote affecté à la 22e escadre de chasse (depuis 1931), est breveté (en Russie) tout premier moniteur parachutiste de l'histoire militaire française. Il quitte Chartres pour prendre le commandement du Centre d'instruction de parachutisme de l'Armée de l'Air, à Avignon-Pujaut. Frédéric Geille avouait s'être "ennuyé ferme" à Chartres, entre 1931 et 1935. Le capitaine Robert Williame (auteur de "L'escadrille des cigognes"), de la même unité, sera le troisième parachutiste breveté, une année plus tard. Au 1er mai 1939, reprenant le pilotage, le commandant Frédéric Geille reviendra comme chef, à Chartres, du GC III/2, le 3e groupe de la 2e escadre de chasse.
Le futur général Martial Valin (1898-1980) et futur commandant des Forces aériennes françaises libres est nommé à la 21e Brigade aérienne, à Chartres, en 1935.

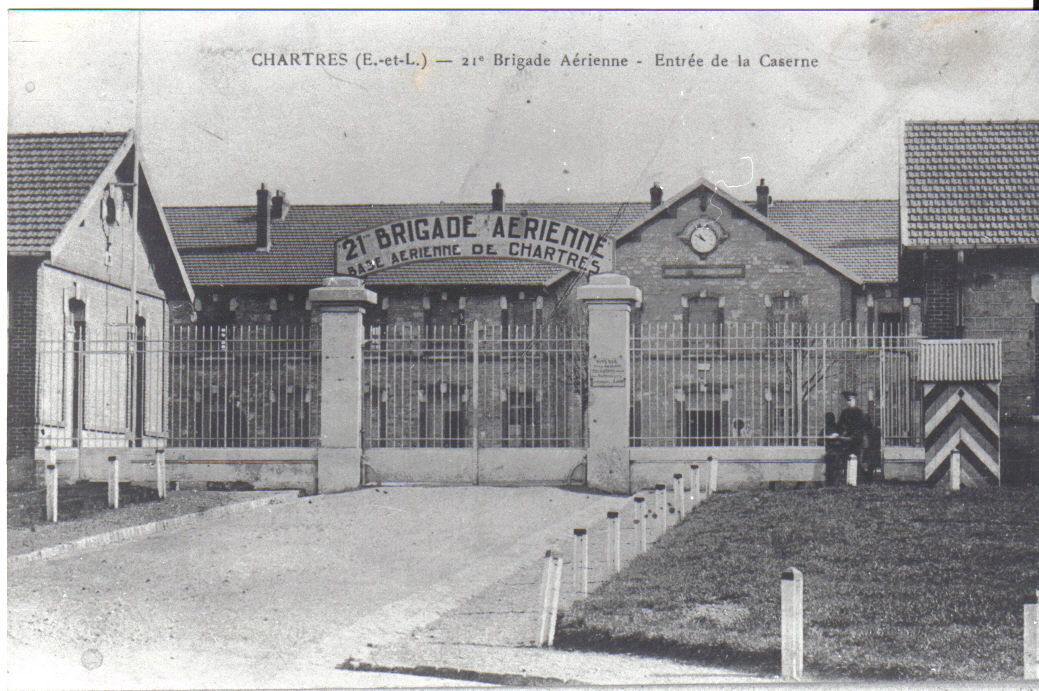
Entrée de la future base aérienne 122 Chartres-Champhol, années 1920.

En 1935, la 42e escadre aérienne mixte de chasse est dissoute puis remplacée par la 6e escadre aérienne de chasse, avec ses groupes GC I/6 et GC II/6, augmentés bientôt d'un GC III/6. De 1935 à 1937, le futur général Pierre Pouyade est lieutenant à la 6e escadre de chasse.
En août 1935, voici la phase de la dernière extension du terrain militaire. Plusieurs dizaines d'hectares sont ajoutés, à l'est (actuelles pistes civiles), par un programme d'expropriations.
Le 29 octobre 1936, c'est la fin des Unités de bombardement, à Chartres. Le 22e RABN quitte Chartres pour Orléans. Il se fixe alors à la base aérienne 123 Orléans-Bricy, ainsi qu'à celle d'Avord, à compter du 24 décembre 1936.
Entre 1922 et 1936, 65 morts en service seront déplorés, pour le 22e RABN.
À la veille du conflit, en novembre 1936, l'ère de la chasse a pris le pas à Chartres, avec l'affectation de la 11e Brigade de Chasse, sous les ordres du colonel Armand Pinsard, as de la Première Guerre mondiale. Cet officier avait créé et commandé la 7e escadre de chasse, sur la base aérienne de Dijon. Il commandera également la Base aérienne, de 1937 à 1939, remplaçant le colonel Marcel Hébrard.
En 1936, le capitaine René Mériguet, alors jeune breveté mécanicien radio, est affecté à la Base Aérienne 122.
Le 18 février 1936, l'élève-pilote Robert Farrugia, arrivé à Chartres en 1935, obtient son brevet de pilote.
De même, le lieutenant Marcel Beau y arrive le 1er octobre 1936, pour commencer sa formation aux fonctions de commandant d'avion. Il s'illustrera quelques années plus tard, à Châteaudun, durant la Seconde Guerre mondiale.
Le 1er décembre 1936, le sergent pilote de chasse Jean Sauvage (1917-2014) est affecté à Chartres. Il poursuivra sa carrière en passant par l'École de l'air, alors située à Versailles et terminera la guerre comme pilote à l'Escadron de chasse 2/30 Normandie-Niemen.
Le 25 décembre 1936, la prestigieuse 2e escadre de chasse quitte Tours, où elle était arrivé de Strasbourg en 1933) pour se poser à Chartres et renforcer la 11e Brigade de Chasse. Elle comprend notamment la SPA 3, escadrille dans laquelle avait servi Georges Guynemer, au demeurant connue par ses prestigieuses « Cigognes », ainsi que la SPA 103 où œuvrait René Fonck. Initialement 2e escadre d'aviation légère de défense, elle sera bientôt dotée de Dewoitine D.500 (janvier 1938) puis de Morane Saulnier 406 (avril 1939), appareils tous deux dépassés (cf infra). 
Le jeune lieutenant Pierre Hyvernault participe à ce mouvement.
En 1937, l'Aéroclub civil est autorisé à s'installer sur le site ; il reprendra ses activités après la guerre, jusqu'à nos jours (une partie de l'ancien terrain militaire demeure donc, sous la forme d'un terrain civil, celui de l'Aérodrome de Chartres).
En 1937, l'État-Major de la 11e Brigade de chasse prend ses quartiers à Chartres.
En juin 1937, le Groupe aérien d'observation 504 est affecté Chartres ; le GAO 504 exploite les premiers autogires militaires, avec huit Potez 39 et quatre autogires de la Cierva. Jules Roy et Marcel Bleustein-Blanchet serviront dans cette unité.
En 1938, le colonel Armand Pinsard commande donc la 21e Brigade aérienne de Chartres.

#### La polémique quant à la présence de la base aérienne
Cette même année, 1938, l'architecte Achille Carlier diffuse une pétition nationale visant à déplacer la base aérienne de Chartres ; procédurier fameux (un arrêt du Conseil d'État porte son nom, en matière de voie de fait, en 1949), il invoque même des "menaces de mort" sur la Cathédrale. Des personnalités illustres soutiennent cette pétition. Très habilement, son auteur l'accompagne d'une photographie montrant la Cathédrale au premier plan et les installations de la base aérienne, au second: "en cas de guerre, l'attaque immédiate de cette base par l'adversaire aurait pour effet l'anéantissement de l'ensemble de verrières absolument unique [...]. Le camp d'aviation de Chartres est une monstruosité [...]"
Entre août 1935 et juillet 1939, une quatrième extension, passant par des expropriations, étend l'emprise de la base aérienne.

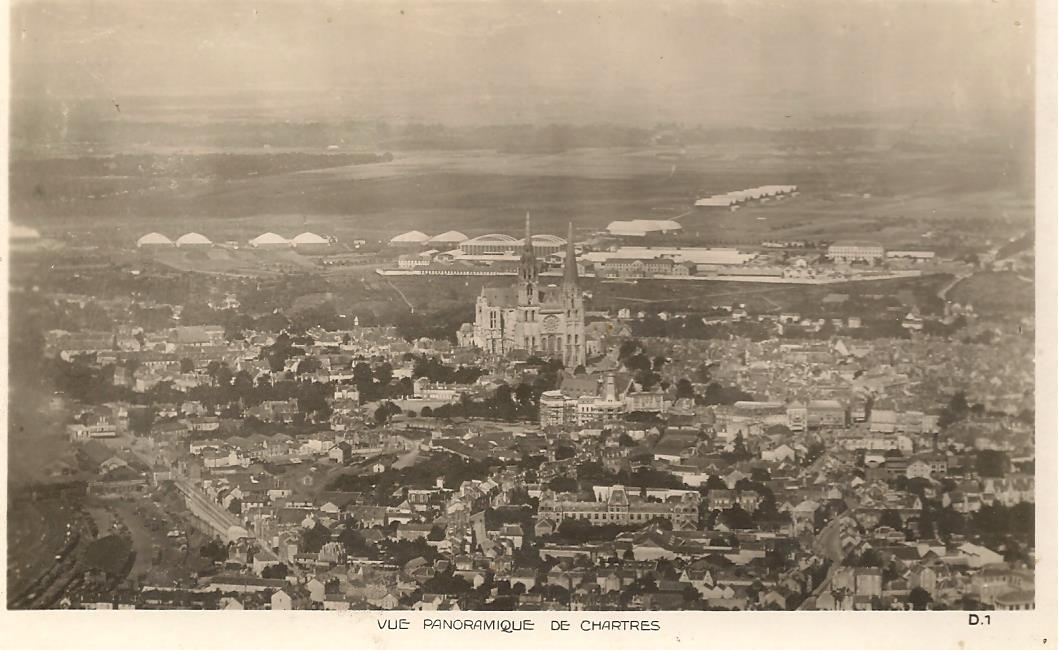
Vue aérienne de la Base aérienne 122 Chartres-Champhol vers 1930.

La guerre toute proche ne laisse pas le loisir de débattre de cette éminente question. Dès le 28 mars 1936, les essais de démontage des vitraux sont concluants. Comme en 1914, les précieux vitraux de Chartres sont déposés et mis en lieu sûr dans le Périgord entre le 16 août 1939 et le 6 septembre 1939, avant même la déclaration de guerre du 3 septembre 1939. Ce démontage complet des vitraux s'effectue à l'initiative de l'architecte Achille Carlier. De sorte que la Base aérienne et la crainte qu'elle lui a inspiré ont peut-être préservés les vitraux de la Cathédrale.
Entre le 12 juin et le mois d'août 1939, toutes les unités opérationnelles, leurs moyens de supports et les hommes quittent Chartres, pour se positionner essentiellement sur les terrains de l'est de la France ("desserrement"), dans une manœuvre tactique de dissémination des appareils. Il n'y a pratiquement plus d'activité directe de combat aérien, à Chartres.
En septembre 1939, la Marine nationale française implante la Section de Liaison et Entraînement de Chartres, complétant celle d'Orly.
Fin 1939, des unités de défense anti-aérienne, de la 404e et 406e RADCA, stationnent à Chartres.
Les craintes d'Achille Carlier, pourfendeur des politiques de conservation du patrimoine religieux, s'avèrent bien dérisoires. Sa cause sera pourtant entendue, en 1953.
En attendant, la Seconde Guerre mondiale passe à Chartres. Chartres est bombardé par les Allemands à partir de mai 1940.

### Seconde Guerre mondiale
Tandis que les groupes de chasse opèrent d'abord depuis Chartres, pour essaimer rapidement vers d'autres terrains, se déploie simultanément une importante école de pilotes de chasse, avant que la future BA 122 soit utilisée successivement par les Allemands puis par les Américains, essentiellement comme base de bombardiers.

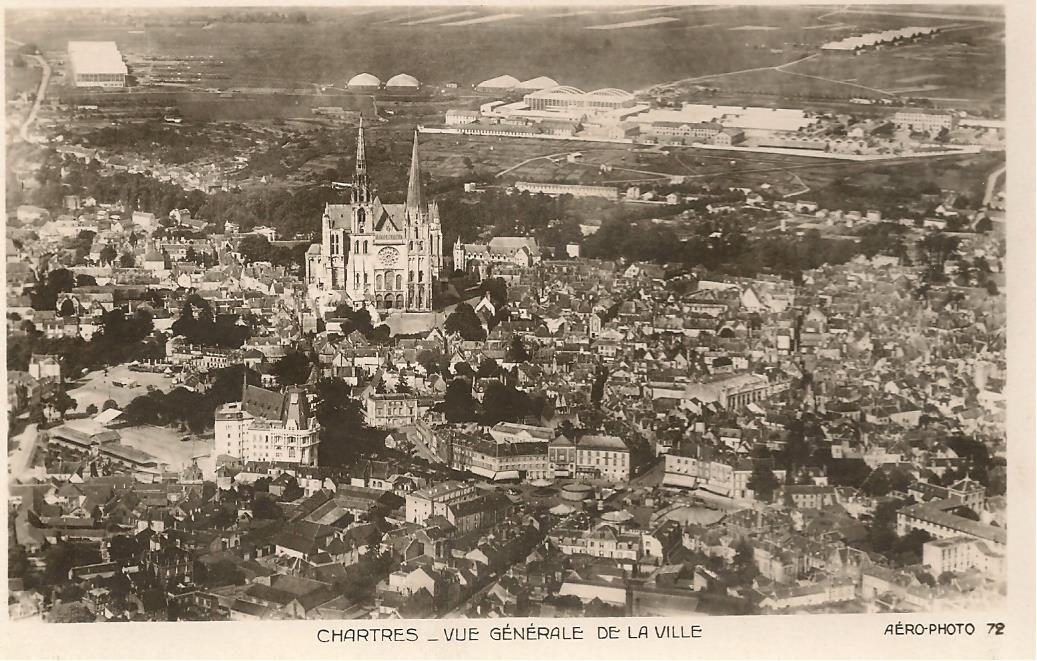
Base aérienne 122 Chartres-Champhol, vue aérienne.

#### Le Centre d'Instruction despilotesde Chasse: le CIC
Du fait du départ des escadrilles de chasse, la base aérienne se consacre désormais à la formation des élèves-pilotes de chasse, jusqu'à la défaite du 10 mai 1940. C'est un retour à sa vocation initiale : la formation au pilotage. Deux base aériennes disposent alors d'une école de chasse : celle de Chartres et celle de Montpellier. Succédant immédiatement au départ du groupe de chasse 3/6 Roussillon, et pendant quelques mois (septembre 1939, mai 1940), l'école de chasse, nommé le "Centre d'Instruction de la Chasse" (CIC) forme des pilotes à Chartres, pour les besoins de la chasse.
À cet effet, la base aérienne est rejointe, au moment de l'invasion de la Pologne et de la Tchécoslovaquie par les troupes allemandes, par des aviateurs venus de ces pays désormais occupés. Ceux-ci sont passés par la Légion étrangère, dont ils gardent les insignes avec leurs marques de pilotes.
Tel est le cas, par exemple, du caporal Rudolf Ptacek (1918-1942), affecté à Chartres en janvier 1940 ; breveté en Pologne en 1938, il suit l'entraînement du CIC, sur Morane-Saulnier MS.230, pour participer aux combats avec l'Escadrille de Défense de la base. Il quitte Chartres le 3 juin 1940, pour l'Angleterre. 
Le futur squadron leader tchèque Frantisek Fajtl (1912-2006) arrive de même à Chartres en 1939, participe aux combats avec l'Escadrille de Défense de la base à partir du 18 mai 1940, pour passer par trois groupes de chasse avant de rejoindre Sutton Bridge, en Angleterre et un bien triste destin, de retour dans son pays natal.
Venant des écoles de pilotage élémentaire, brevetés, les pilotes de chasse sont orientés vers le CIC de Chartres. À sa mobilisation, le futur commandant René Mouchotte, alors sergent de réserve, est élève-instructeur au CIC, en septembre 1939, avant d'être affecté comme instructeur, en mars 1940, à Avord. Le sergent Marcel Albert (1917-2010) est un exemple des instructeurs affectés au CIC (le 7 septembre 1939), avant de rejoindre le Groupe de chasse I/3. Il sera l'un des as du Normandie-Niemen. 
Près de trois cents pilotes passeront par le CIC, y compris tchèques et belges, par exemple.
Le sous-lieutenant Marcel Hebrard, tout juste breveté de l'école de pilotage de Romilly-sur-Seine passe d'octobre 1939 à mars 1940 au CIC, avant de rejoindre le Groupe de chasse II/5. Le capitaine Robert Waddington (1893-1986) y commande l'un des deux groupes, en 1939 ; il sera blessé en mai 1940. De même, le sous-lieutenant Léon Cuffaut prend le commandement de la 3e escadrille du CIC, du 27 mars 1940 au 14 juin de cette même année 1940 (avant de rejoindre le Groupe de chasse II/3 à Alger). Celui-ci diffuse l'emblème du "Donald avec la massue", qui est peint sur les avions Curtiss P-36 Hawk du CIC.
Le 16 septembre 1939, le futur général Michel Madon se perfectionne, à son tour, au CIC, entre octobre 1939 et janvier 1940.
En octobre 1939, venant de l'École de l'air de Versailles (base aérienne 134 Versailles), l'aspirant Roger Démoulin poursuit son instruction de pilote de chasse au CIC de Chartres.
Le commandant de réserve et futur résistant héroïque Claude Bonnier est mobilisé à Chartres, comme officier mécanicien, dès septembre 1939.
Le Centre d'Instruction de la Chasse utilise des Bloch 152 et des Curtiss P-36 (également nommé H-75), ainsi que des MS.406 et des Potez 63. Une vingtaine d'avions d'entraînement à la chasse, réunis en une section d'entraînement et deux groupes (I/CIC et II/CIC) de deux escadrilles chacun (1re CIC, 2e CIC, 3e CIC et 4e CIC). À partir de novembre 1939, les Dewoitine 500, 501 et 510, retirés des escadres de chasse, sont réaffectés à l'instruction et utilisés comme principal avion de transition (D 500, D 501 et D 510), principalement par le 2e groupe du CIC de Chartres.
Il est commandé par le commandant Raguenet de Saint-Albin.
Le 25 janvier 1940, le sous-lieutenant pilote Michel Barbin, du Centre d'Instruction de la Chasse de la Base, se tue en bord de mer, au Grau-du-Roi.
En janvier 1940, le futur capitaine Dominique Penzini (1914-1979), dit « Pinceau », commence à Chartres son cursus d'élève officier de réserve (EOR) ; il demandera retourner à son Unité, le Groupe de chasse I/5.
En mars 1940, le sous-lieutenant Pierre Brisdoux Galloni d'Istria est affecté au CIC.
Le 1er juin 1940, les ultimes pilotes abattus du CIC sont déplorés (sous-lieutenant Sterbacek et Rudolf Plaseck). Le CIC de Meknès (1943), devenu École de Chasse Christian Martell en 1947, à Tours en 1961 (renommée Groupement École GE 314), puis à Cognac (2016) sont les continuations des Centre d'Instruction de la Chasse, dont celui de Chartres.

#### L'activité des groupes de chasse
Arrivé fin 1936 (cf supra), le groupe de chasse I/2 commence ses opérations de guerre à partir de Chartres.
En 1939, la base est commandée par le général Félix Brocard (1885-1950), ancien pilote de la Première Guerre mondiale et parlementaire.
Le GC I/2 quittera le terrain entre le 1er mai et le 27 août 1939, pour le nord de la France (Beauvais-Tillé et Toul-Ochey). Après l'armistice, dissout puis rétabli, le GC I/2 sera stationné à Dijon, de 1949 à 2011, sous la dénomination de 2e escadre de chasse. Le lieutenant Marcel Coadou (1897-1985) est commandant en second du Groupe de Chasse GC 1/2 Cigognes, adjoint du capitaine prénom? Daru.
En juin 1939, les CG II/54 et II/51 sont à Chartres;
Le capitaine Maurice Vidal, du GC I/2 est tué à Saverne, le 7 avril 1940.
Pour sa part, le Groupe de chasse 3/6 Roussillon naît le 1er mai 1939, à Chartres, commandé par le capitaine de Place. Il en part le 28 août 1939, pour Villacoublay et pour la campagne de France ; le 20 juin 1940, il se atteindra Alger-Maison-Blanche. Il deviendra, bien plus tard, l'élément central de la 11e escadre de chasse. En 1939, durant la campagne de France, y servent des as de l'aviation, tel que Pierre Le Gloan, alors sergent-chef à la 5e escadrille du Groupe de chasse 3/6 Roussillon. Il est alors équipé de MS 406. Le lieutenant Charles Goujon, futur pilote d'essai à la fin tragique, y est également pilote.
En 1939, le capitaine André Chainat (1892-1961), breveté et ancien instructeur d'Avord, coéquipier de Georges Guynemer en 1917, est commandant en second du groupe de chasse 3/6 Roussillon, fixé à Chartres.
Le 23 mai 1940, le commandant du groupe de chasse 3/6 Roussillon (depuis décembre 1939), Pierre Castanier (1903-1940) est mortellement abattu près de Lille. Le capitaine Paul Stehlin lui succède.
Le 3 juin 1940, le terrain est bombardé par les Allemands.
En juin 1940, le Centre d'Instruction de la Chasse se replie à Cazaux, son commandant ayant pris le commandement du Groupe de chasse 1/4 Navarre, le 15 mai 1940. Le 13 juin 1940, le Groupe de chasse 1/4 Navarre quitte Chartres pour Châteauroux. Le Bataillon de l'Air 122 se replie également en juin, à La Teste, avec le sergent pilote Michel Hincelin, mobilisé en septembre précédent.
Le 17 juin 1940, le village de Champhol est aux mains des Allemands ; le même jour, le préfet de Chartres, Jean Moulin est torturé. Il a également ordonné la destruction du dépôt de carburant, dont l'incendie rougeoie plusieurs jours.
Voici la base aérienne 122 occupée. La Luftwaffe y prend ses quartiers.

#### LaLuftwaffeutilise le terrain

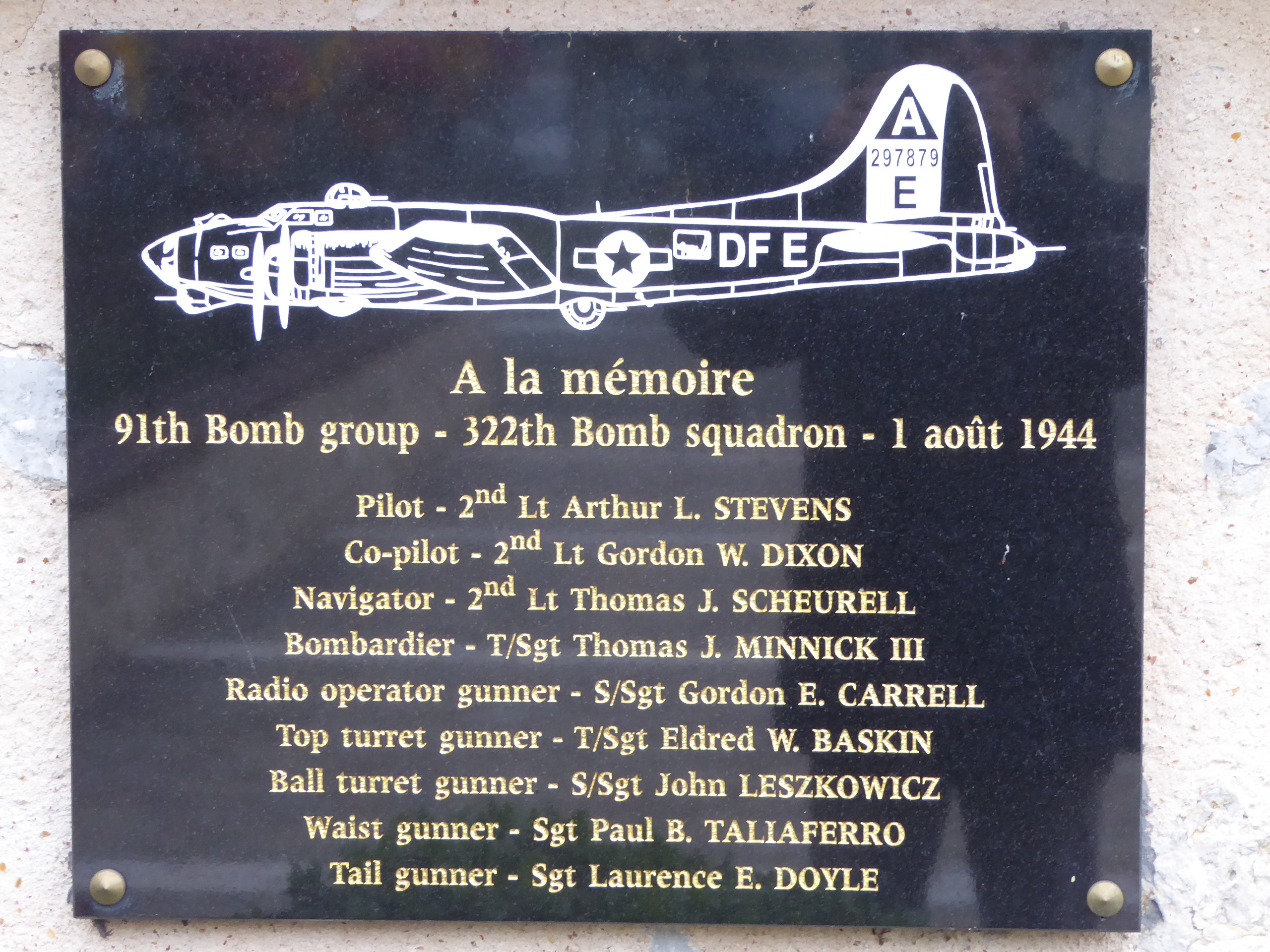
Plaque du monument aux morts d'Amilly, à la mémoire des aviateurs américains morts le 1er août 1944.

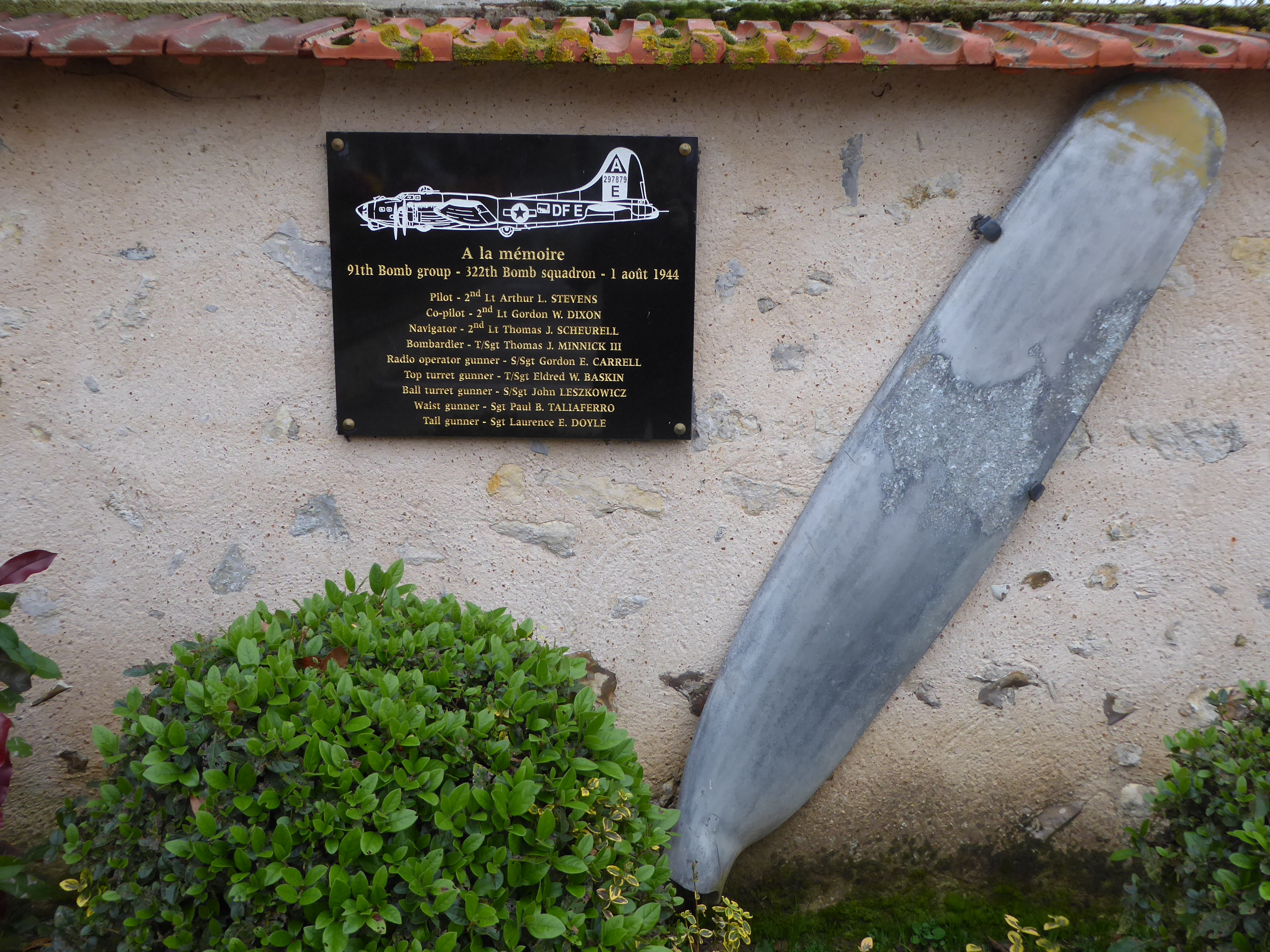
Monument aux morts d'Amilly.

Occupée, la base aérienne voit stationner de nombreux unités et types d'avions allemands : chasse, bombardement (55e escadre de bombardement ou II/KG55, de la Luftwaffe), en particulier, de nuit, vers l'Angleterre. Ses avions sont des Heinkel 111. 
La KG 66 (Kampfgeschwader 66) est créée à Chartres en avril 1943, avec des Dornier 217 et des Junkers JU 88A. Elle se trouve sous le commandement du major Hermann Schmidt. Cette Unité partira en juin 1943, pour Montdidier.
Les Allemands étendent l'emprise du terrain, la portant de 120 à 204 hectares. Ils construisent deux pistes en béton, l'une de 1 700 mètres, l'autre de 1 200 mètres.
Les Allemands réquisitionnent nombre de demeures chartraines, en particulier pour loger leurs aviateurs.
Les bombardements alliés, en retour, furent alors intenses en 1943 et en 1944, notamment, le 15 septembre 1943, avec une vague de B-24, de même que le 28 mars 1944 puis en mai, en juin et en juillet 1944. 
Le 2 mars 1944, une vague de plus de quatre-vingts bombardiers alliés vise la base aérienne et détruit presque complètement l'église de la commune voisine de Champhol, ainsi que plusieurs dizaines de maisons.
Les attaques alliées du 27 mars et du 26 mai 1944 détruisent de nombreuses maisons et font des victimes civiles. Lors de celui du 26 mai 1944, un bombardier B26 s'écrase au sud-ouest de Chartres. Cet accident provoque un bombardement du centre-ville (place des Halles); la bibliothèque est incendiée (Incendie de la Bibliothèque municipale de Chartres en 1944) et quarante-neuf morts sont déplorés.
Le 4 juillet 1944, l'as de l'aviation allemand Klaus Mietusch abat un soixante-dixième appareil, près de Chartres.
Le 1er août 1944, trois Boeing B-17 sont abattus ; l'un d'entre eux tue son équipage sur la commune d'Amilly (stèle inaugurée le 13 mai 2012). Cette attaque exceptionnelle réunissait plus de mille bombardiers et plus de trois cent quatre-vingt dix chasseurs, réorientés vers les terrains d'aviation de Chartres, d'Orléans et de Châteaudun. Elle fut l'une des plus lourdes visant les installations de la base aérienne, durant la Seconde Guerre mondiale.
Une stèle -réalisée avec des matériaux d'époque récupérés lors de la dépollution du site- pourrait rendre hommage aux victimes civiles de ces actions de guerre, en 2015.

#### La libération du terrain d'aviation
Les combats de libération débutent le 16 août 1944 pour libérer la ville de Chartres le 21 août 1944. 
Le 23 août 1944, le général Charles de Gaulle passe par Chartres, prononce un discours devant La Poste, et visite la base aérienne vidée des occupants. Il est accompagné du général Martial Valin, ancien de la base aérienne 122.
Le 2 septembre 1944, le général Dwight David Eisenhower fait escale à Chartres.
La base aérienne est utilisée par les Américains de 1944 à juin 1945 ; ceux-ci la restaurent, la reconstruisent et l'agrandissent. Ils y positionnent principalement des unités de bombardement.
Elle porte alors le nom de « A-40 ». Elle accueille plusieurs unités navigantes, dont le 368th Fighter Group, équipé de P-47 Thunderbolt et le 323rd Bombardment Group, avec des B-26. Le 3 septembre 1944, le 368th Fighter Group effectue une intense activité de soutien, en Belgique.

### Après laSeconde Guerre mondiale
Cette époque ouvre cette fois le temps du transport aérien militaire, puis la fin des activités aériennes et celui des Unités non navigantes, jusqu'à la dissolution de la base aérienne de Chartres, BA 122, en 1997. Son retour définitif aux usages civils, à partir de 2014, marque le début du temps de la mémoire.

#### Le transport aérien militaire
En juin 1945, la base aérienne revient progressivement sous le contrôle de l'Armée de l'air française. Elle prend alors le numéro de tradition "122" pour perpétuer le souvenir du 22e Régiment Aérien de Bombardement de Nuit. Arrive alors de nouvelles unités : la Compagnie de réparation et de ravitaillement technique no 83.
La création de la 61e escadre de transport (GT 1/61 à Orléans Bricy, GT 2/61 au Bourget, GT 3/61 à Chartres) et de son État Major, le 1er décembre 1945, marque le renouveau de la base aérienne. 
Le 1er décembre 1945, la base aérienne reçoit officiellement le nom de Base aérienne 122.
Tout juste créé, à Lyon, le groupe de transport 3/45 Poitou utilise alors des avions de transport militaires Beechcraft UC-45, puis Junkers Ju 52 (surnommé "la Julie"), récupérés aux Allemands, dans sa version Française AAC-1 « Toucan » et des C-47 « Dakota ». Ce groupe de transport est actif dans les opérations d'après-guerre en Indochine, avec le Groupe « Tonkin » (formant le GT 2/64 Anjou), qui fait un bref séjour sur le terrain de Chartres, en 1945 avant son mouvement sur l’Indochine (Saïgon, Base aérienne 191 Tan-Son-Nhut, Cochinchine) début 1946. 
L'escadron participe au pont aérien vers l'Allemagne.
En 1947, le GT 3/45 Poitou fournit ainsi les équipages et les avions détachés au Tonkin (Bach Maï) et à Madagascar (Tananarive), accaparant l'essentiel de la flotte de C-47. Aussi, les Ju 52 de Chartres servent principalement à l'entraînement et à la transformation des navigants sur avion de transport.
L'Arrêté ministériel du 6 février 1947, relatif aux terrains d'aviation, confirme l'ouverture de celui de Chartres à la circulation aérienne. L'Armée de l'air annonce son intention de délaisser ce terrain.
Le 27 juin 1947, la revue "Arts" (no 121, du 27 juin 1947) reprend la lutte contre la présence d'une activité aérienne militaire à Chartres. 
Le 22 juillet 1948, les appareils et les personnels du GT 2/64 Anjou sont réintégrés à l'escadron de transport 3/61 Poitou, nouvelle dénomination du GT 3/45 Poitou, toujours à Chartres.
Le 1er décembre 1948, la fin des activités aériennes est actée, pour Chartres, en conseil des ministres. Il convient de mettre cette décision en application. Le Conseil des ministres du 1er décembre 1948 prend la décision de déplacer l'aérodrome ; deux solutions sont esquissées : développer le terrain d'Evreux pour l'activité militaire, un autre à Fontenay pour l'activité civile et un à Sours. Finalement, la piste la plus éloignée de la cathédrale est conservée pour l'activité uniquement civile.
Début 1949, le lieutenant-colonel Jean-Louis Nicot commande la base aérienne.
Le 3 novembre 1949, le colonel Henri Bouyer (1908-1958) prend le commandement de la 61e escadre de transport.
Dans les années 1950, le "Poitou" s'active autour de Chartres ; parfois, il arrive qu'un commandant de bord confonde, fort piteusement, les pistes d'Orly avec celles de Le Bourget.
Totalement équipé de  C-47 « Dakota" à partir de mars 1953, l'escadron de transport 3/61 Poitou quitte Chartres pour rejoindre la Base Aérienne 123 Orléans-Bricy près d'Orléans, entre le 6 mars 1953 et le mois d'octobre de la même année. Bientôt, à Orléans les C-47 sont remplacés par le Noratlas ou Nord 2501.
Le départ des appareils du GT 1/61 Poitou, le 1er octobre 1953, marque la fin de l'utilisation des avions militaires à Chartres et la fin de l'activité aérienne militaire à partir de Chartres, trop proche et trop risquée pour sa cathédrale. Une décision prise en bonne partie à la demande des autorités civiles et religieuses chartraines. C'est la victoire finale du mouvement lancé en 1938 pour évincer les aviateurs de Chartres. 
Ce souhait de réduire l'activité de la base en écartant les avions converge avec le processus de restructuration et de réduction de format de l'Armée de l'air, débuté en 1945.

#### Les unités spécialisées non navigantes
Celles-ci deviennent dominantes, à partir de 1953. Souvent techniques (principalement en télécommunications) ou administratives, elles ouvrent une période aérienne militaire plus discrète, car sans avion, pourtant tout aussi active. L'activité de formation militaire demeure. À partir de 1984, la base accueille un important Centre d'Instruction Militaire, le Centre d'instruction militaire de la Cité de l'Air (ou CIMCA), illustratif de la conscription.
Rapidement, l'aérodrome civil reçoit les pistes et étoffe ses activités, notamment de planeurs.
En 1954, le Dépôt de Matériel Spécialisé du Génie de l'Air (D.M.S.G.A.) s'installe dans une partie des hangars de Champhol. Le D.M.S.G.A. quitte Chartres en 1973. 
La création d'un centre de réception interarmes est décidée en décembre 1954. Chartres est préféré à Nangis. La Station de Réception de l'Administration Centrale SR CTAC 00/817 déploie ses installations en juin 1957. Elle est associée à d'autres stations ou relais hertziens, dans la région proche, notamment, celui d'Étampes. En août 1964, la SR CTAC 00/817 est rattachée au Centre de Transmissions de l'Administration Centrale, situé sur la base aérienne 117 Paris, près du métro Balard.
La Compagnie de l'Air 01.122 sera présente jusqu'en 1964. Le génie de l'air est basé à Chartres (Entrepôt de matériel spécialisé 560), puis l'Établissement central d'infrastructure de l'air 11.56, avec certains hangars de très grande taille. Ils seront également utilisés pour le matériel de la gendarmerie mobile, ainsi que pour les avions en préparation pour le musée de l'air (Hangar HM8). Le BCIAA (Archives de l'armée de l'air) 01.510 fera partie des unités de la base, de 1965, à sa fermeture, en 1997. Se trouvaient également sur place : la Compagnie de Réparation et de Ravitaillement Technique no 88, le Commissariat des Bases de l'Air no 754 (novembre 1946), le Centre Administratif Territorial no 854 (avril 1952), le Centre Mobilisateur Air 00/222 (1965) et la Compagnie Régionale d'Infrastructures 13/352 (1970).
La base aérienne de Dreux-Louvilliers (dite "Senonches" ou encore "Crucey"), construite pour les besoins de l'OTAN en 1953, est utilisée comme terrain d'exercice à partir de sa fermeture en 1967.
De 1976 à 1978, la base est commandée par le colonel Albert-Charles Meyer (1921-2006), grande figure des Commandos parachutistes de l'air, résistant illustre, expert du renseignement, nommé général de brigade aérienne à l'issue de cette affectation, qui est son dernier grand commandement et le terme militaire d'une prestigieuse carrière dans l'Armée de l'air.
Durant ce commandement, le 8 novembre 1977, la base aérienne reçoit la garde du drapeau de la 22e Escadre de Bombardement. Le 17 février 1978, elle prend également le nom de tradition Lieutenant Albert Vasseur, officier de l'École militaire de l'air, Commandos parachutistes de l'air tué au combat le 11 décembre 1957, dans la forêt d'Aït Ouabane, en Kabylie, avec le Commando parachutiste de l'air n°10 et aux côtés du général, alors commandant, Albert-Charles Meyer.
En mars 1981, c'est la création de l'Entrepôt d'Infrastructure de l'Air (EIA), qui partira en juillet 1997 pour Bordeaux.
De même, les activités du Centre d'instruction militaire de la Cité de l'Air CIMCA 41.122, grande unité d'instruction militaire élémentaire d'appelés, lors de la période de conscription, étaient basées sur ce site. L'instruction militaire du personnel non navigant avait débuté, à Chartres en 1957. Le CIMCA est arrivé à Chartres en 1984, provenant du Bourget. Il formait les appelés du contingent effectuant leur service national militaire soit à la Cité de l'Air (base aérienne 117 Paris), soit comme scientifiques du contingent, soit comme sportifs de haut niveau. Il a formé près de 84.000 personnes, durant toute son existence, qui s'achève à Chartres, avec la fin de la conscription, coïncidant avec la fermeture de la base aérienne 122.

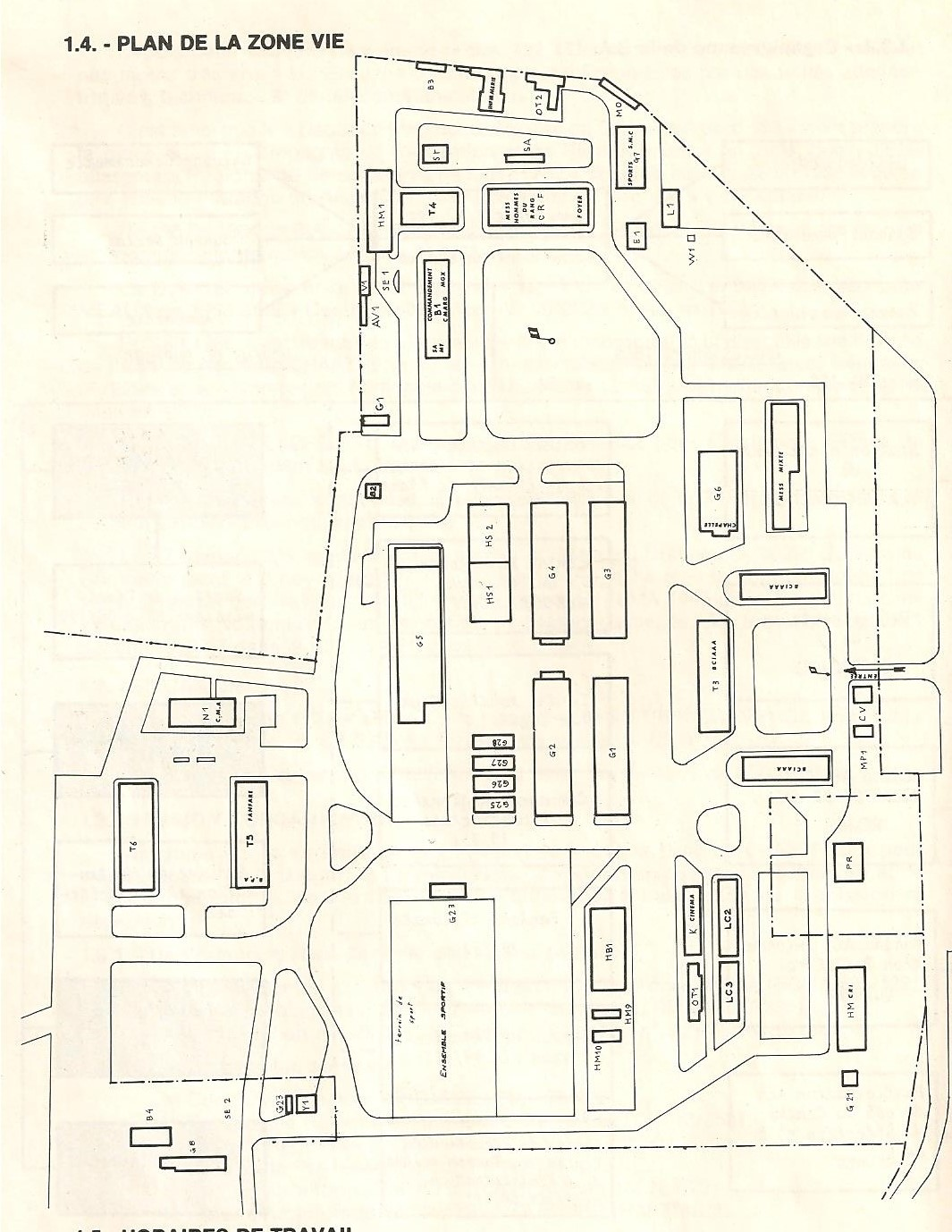
Plan de la zone vie de la BA 122 Chartres-Champhol - 1987.

Outre les unités présentes, la base aérienne comprenait des moyens de support (sur le calque commun à toutes les bases aériennes) :
- Moyens Techniques 10/122
- Services Administratifs 30/122
- Moyens Généraux 40/122
- Service Médical 50/122

Le 1er août 1994, la base aérienne 122 est dissoute et transformée en Détachement Air. Elle devient le Détachement Air 90/279 « Albert Vasseur », rattaché à la BA 279 de Châteaudun. La BA 279 de Châteaudun est elle-même dissoute depuis juillet 2014.
Le 28 juin 1995, quatre avions de chasse Mirage F1 sillonnent le ciel chartrain pour célébrer quatre-vingt années de l'école d'aviation d'antan.
C'est avec cette organisation-type en vigueur en 1997 que sera fermée la BA 122, au moment où la conscription est suspendue (Loi du 29 octobre 1997).

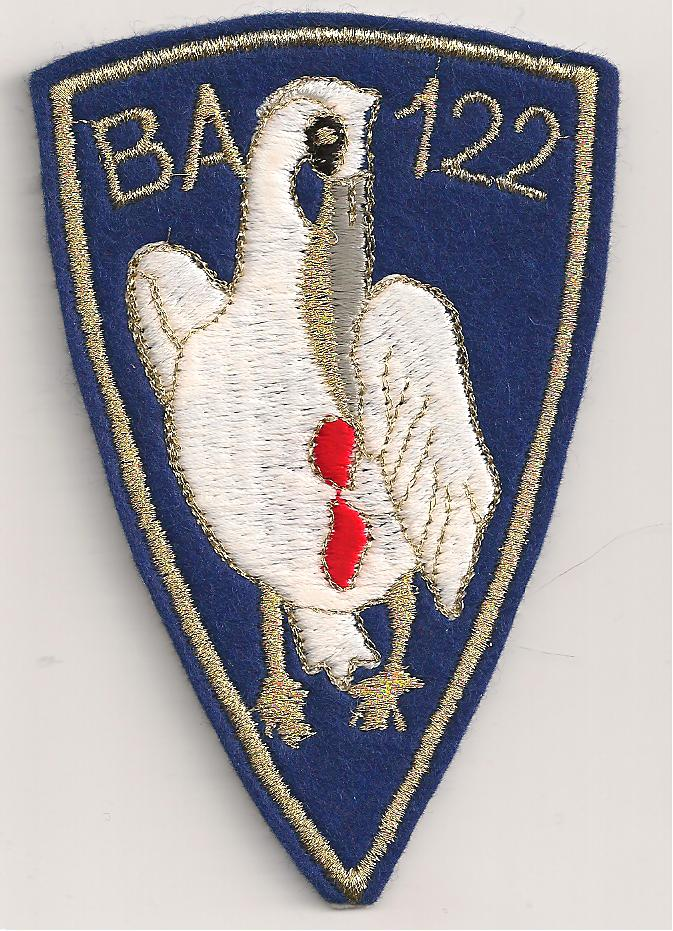
Insigne de manche de l'Escadron de Protection EP 41.122Fusiliers-commandos de l'airBase aérienne 122 Chartres-Champhol1987.

La BA 122 est définitivement dissoute en juillet 1997 ; à cette même date, le terrain de la BA 122 retourne définitivement à des usages civils.

### Le récapitulatif de l'ensemble des unités déployées à Chartres
Finalement, la base aura abrité successivement les unités suivantes :
- École d'aviation militaire (École de pilotage élémentaire)
- 22e régiment aérien de bombardement de nuit (22e RABN)
- 22e escadre d'aviation lourde de défense
- Groupe aérien d'observation 504
- 6e escadre de chasse
- 2e escadre de chasse
- Groupe de chasse 3/6 Roussillon
- École de chasse : le Centre d'Instruction de la Chasse (CIC)
- 61e escadre de transport (avec le groupe de transport 3/45 Poitou)
- Compagnie de réparation et de ravitaillement technique no 83
- DMSGA (Dépôt de matériel spécialisé du génie de l'air)
- Entrepôts de matériel spécialisé du génie de l'air 560
- Entrepôt infrastructure de l'air 55.555
- Compagnie de l'Air 01.122
- SR 20.817 : centre de réception de télécommunications
- Compagnie régionale d'infrastructure 13.352
- Bureau central d'incorporation et d'archives de l'armée de l'air (BCIAA) 01.510
- Centre d'instruction militaire de la Cité de l'Air (CIMCA) 41.122

## Traditions

### L'insigne de la base aérienne 122 de Chartres

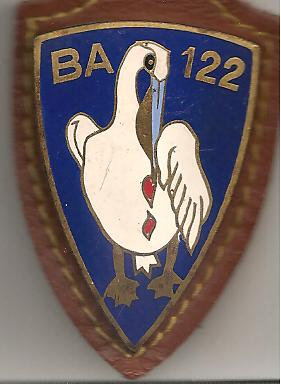
Insigne de tradition de la Base Aérienne 122 Chartres-Champhol.

L'insigne de la base aérienne 122 de Chartres est répertorié au n° A 671 au Répertoire des blasons insignes de l'armée de l'air. 
Sur fond azur, un pélican s'ouvre les entrailles, son sang coule : il apporte son cœur pour nourrir ses enfants. C'est un symbole fort du sacrifice des aviateurs et des pilotes, pour la défense de la Nation, comme dans le poème La Muse d'Alfred de Musset.
Deux versions se sont succédé (ci-contre : la plus récente, en vigueur en 1997).
Certaines unités passées par Chartres ont pu avoir leur propre insigne, comme ceux du Centre d'instruction de la chasse, de la 61e escadre de transport, de la Compagnie régionale d'infrastructure, des escadres et escadrilles de chasse, ou du Centre d'instruction militaire de la Cité de l'Air, à titre d'exemples.

### Le nom de tradition de la BA 122
La base aérienne porte le nom de tradition de « Base aérienne 122 Lieutenant Albert Vasseur » (parrain de la promotion de l'École militaire de l'air 1998). Le lieutenant Albert Vasseur, sous-officier, puis officier du corps administratif, a trouvé la mort en 1957, en Algérie en tant que volontaire et officier au groupe de commandos parachutistes de l'air 15.541.
Il servait précisément au Commando parachutiste de l'air n°10, ou CPA 10.
L'un des commandant de la base, le général Albert-Charles Meyer, alors capitaine a dirigé le CPA 10 avec le lieutenant Albert Vasseur.
Le 19 mars 1954, l'association l'Amicale des Anciens Aviateurs Militaires de la Base Aérienne de Chartres s'est créée ; elle perpétue encore le souvenir et les traditions de l'aviation militaire de Chartres.
Des sites internet permettent d'entretenir le lien, fort, notamment pour les nombreux conscrits passés par le Centre d'instruction militaire de la Cité de l'Air (CIMCA).

### L'aérostèle en souvenir de la BA 122 de Chartres

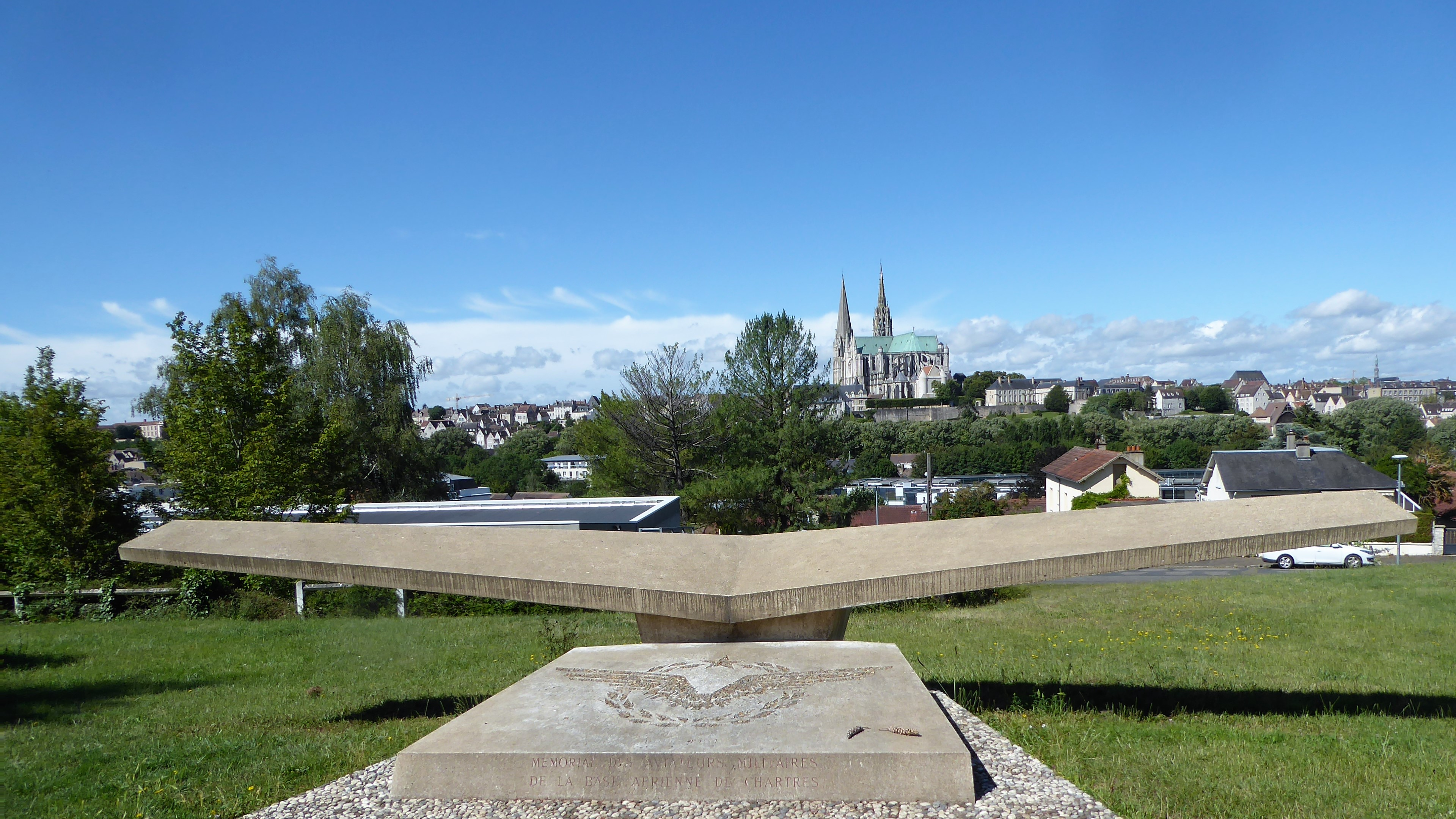
Le mémorial.

À Chartres, rue d'Aboville, devant l'ancienne entrée de la base aérienne disparue, se trouve une stèle dédiée aux aviateurs de 1915 à 1954. 
Ce mémorial des aviateurs militaires de la base aérienne de Chartres a été réalisé par Dominique Maunoury, architecte, peintre officiel de l'air et de l'espace, pilote de voltige, mort en 2001 et époux de Catherine Maunoury.
Elle est un lieu de commémoration, chaque 1er novembre, en souvenir des aviateurs de Chartres.
Cette stèle rappelle le souvenir des navigants, mais aussi des milliers de personnes, hommes et femmes, as de l'aviation ou anonymes, navigants ou non, officiers, sous-officiers, militaires du rang et employés civils, venus sans discontinuer au fil des générations humaines, de 1909 à 1997, servir avec cœur leur pays et leur liberté, à la base aérienne 122 Chartres-Champhol.

## Commandants de la base aérienne 122
- Commandant Fassin (1915-1919)[69]

- Lieutenant-colonel Gond (1934)
- Colonel Martin (1934-1936)
- Colonel Hébrad (1936-1937)
- Colonel Armand Pinsard (1937-1939)
- Colonel Muiron (1939-1940)

- Colonel Jean-Louis Nicot (1948-1950)

- Colonel Albert-Charles Meyer (1976-1978)

- Colonel Jean-Yves Colinet (1985-1988)

## De nos jours
La station de télécommunications militaires demeure.
Depuis 2009, un complexe sportif aquatique occupe 20 hectares de l'ancienne base aérienne 122.
L'Etablissement de Ravitaillement Sanitaire des Armées (ERSA) s'installe sur une partie du terrain militaire précédent ; il y stocke massivement, entre autres, des médicaments contre la grippe.
En février 2013, le site a été dépollué ; trois bombes ont été déclenchées, à cette occasion.
En mars 2013, l'Armée de l'air (l'État) a vendu 51 hectares à la Société Publique Locale de Chartres, notamment ceux de l'ancienne "zone-vie" de la base aérienne 122 (où se situait le quartier historique de cavalerie), déclassés du domaine militaire. 
En 2015, les sapeurs-pompiers de Chartres se sont installés dans un tout nouveau centre de secours, sur le terrain de l'ancienne base aérienne, équipé d'une centrale solaire.
Dans le cadre du réaménagement global de la zone débuté en 2014 (transfert de l'hippodrome, suppression de l'Établissement Ravitailleur Sanitaire des Armées), le projet comprend :
- un nouveau parc des expositions ;
- un centre commercial,
- le réagencement des bâtiments du terrain civil d'aviation,
- la construction d'environ 4.000 logements, à horizon 2035 / 2040.

En juillet 2016, les bâtiments historiques, dégradés depuis 1997, sont démolis.

## Sources, notes et références
1. ↑   Service Historique Cote 50E 36516 page 113 de http://www.servicehistorique.sga.defense.gouv.fr/contenu/functions/dc/attached/FRSHD_PUB_00000267_dc/FRSHD_PUB_00000267_dc_att-FRSHD_PUB_00000267.pdf
2. ↑   Images du 4° ETEM à Chartres http://www.perche-gouet.net/histoire/photos.php?immeuble=1272
3. ↑  La rédaction, « La démolition de l’ex-base aérienne de Chartres-Champhol a commencé », sur www.lechorepublicain.fr, 30 juillet 2016 (consulté le 22 août 2020).
4. ↑  http://www.luftfahrt-bibliothek.de/datenarchiv/1909-annee-aeroplane-1.pdf
5. ↑  « archives28.fr/a/797/reglement-… »(Archive.org • Wikiwix • Archive.is • Google • Que faire ?).
6. ↑  « Pau et l'aviation », sur espace-pau-aviation.fr (consulté le 20 avril 2023).
7. ↑  Le 17 octobre 1911 dans le ciel : Les obsèques de l’aviateur Level à Paris
8. ↑   Patrimoine de l'aviation civile http://patrimoine-memoire.aviation-civile.gouv.fr/flb/07-01_Aviation-en-1912-dans-le-petit-parisien/files/assets/basic-html/page170.html
9. ↑  « Victor Garaix », sur earlyaviators.com (consulté le 20 avril 2023).
10. ↑   Air Journal Garaix à Chartres http://www.air-journal.fr/2012-03-31-le-31-mars-1914-dans-le-ciel-nouveau-record-pour-garaix-545908.html
11. ↑  http://www.precurseursaviation.com/schmitt.htm
12. ↑  « Le 31 mars 1914 dans le ciel : Garaix à la conquête d’un nouveau record de hauteur / Air Journal », sur Air Journal (consulté le 22 août 2020).
13. ↑  « Victor Garaix », sur earlyaviators.com (consulté le 20 avril 2023).
14. ↑   Accident du commandant J. Félix http://www.intensite.net/2009/201406actu/il-y-a-100-ans-en-eure-et-loir-un-aviateur-militaire-fait-une-chute-mortelle-sur
15. ↑   L'émergence des premiers terrains d'aviation militaire 1909-1914 http://rha.revues.org/7291
16. ↑   Archives aéronautiques militaires http://www.servicehistorique.sga.defense.gouv.fr/contenu/functions/dc/attached/FRSHD_PUB_00000170_dc/FRSHD_PUB_00000170_dc_att-FRSHD_PUB_00000170.pdf
17. ↑   Magazine Votre Ville Chartres no 142 Commandant Guilleux, page 56 et 57 http://www.chartres.fr/uploads/tx_egestiondoc/VV_142.pdf
18. ↑  « Voler pour la patrie. Recrutement et formation des pilotes français entre 1914… », sur univ-tlse2.fr (consulté le 20 avril 2023).
19. ↑   Adolphe Varcin http://www.asoublies1418.fr/Default.asp?357332D3741663E626133D0763626E96632761673D56652746866327615653662603329339D364967062310336D364966362735679D3663726132DD37047267337D363E62693396332D36E
20. ↑   Photos de L. Brouard à Chartres http://aircollection.pagesperso-orange.fr/brouard.htm
21. ↑   Camp de Voves http://www.archives28.fr/article.php?laref=74&titre=camp-d-internement-de-voves-1938-1944-
22. ↑  « Atlas DGAC - BOUARD », sur anciens-aerodromes.com (consulté le 20 avril 2023).
23. ↑   Souvenirs de Chartres http://www.europeana1914-1918.eu/attachments/123327/12111.123327.full.pdf
24. ↑  https://theatrum-belli.com/17-novembre-1915-le-fusilier-marin-constant-duclos-effectue-un-des-tous-premiers-sauts-de-lhistoire-militaire-parachutiste/
25. ↑  Jean Bothorel, Bernanos, le mal-pensant, 2014, 400 p. (ISBN 978-2-246-51969-0, lire en ligne), p. 53
26. ↑  Portraits d'aviateurs octobre 1915
27. ↑   L'Echo Républicain Commandant Alain Guilleux http://www.lechorepublicain.fr/eure-et-loir/actualite/pays/pays-chartrain/2015/01/15/3-020-pilotes-sont-formes-a-l-ecole-militaire-a-chartres-entre-1915-et-1919_11291557.html
28. ↑  Alain Denizet, « Fait divers - Quand un as de la voltige s'est crashé à Chartres... en mai 1925 », sur www.lechorepublicain.fr, 16 avril 2017 (consulté le 22 août 2020).
29. ↑   PSV à Toussus http://ghtn.free.fr/documents/Lucien%20Rougerie.pdf
30. ↑   Tableau des accidents aériens http://www.servicehistorique.sga.defense.gouv.fr/contenu/functions/dc/attached/FRSHD_PUB_00000363_dc/FRSHD_PUB_00000363_dc_att-FRSHD_PUB_00000363.pdf
31. ↑  Le capitaine de réserve Louis de Murard et le sergent André Held trouvèrent la mort, et le sergent Dupleix fut blessé. (Le Petit Journal du 24 juin 1930). L'appareil était probablement un vieux Farman Goliath équipé d'un matériel excédant ses capacités.
32. ↑   Aérostèle de Lèves 22e RABN http://www.aerosteles.net/fiche.php?code=leves-farman2
33. ↑  http://www.memorialgenweb.org/mobile/fr/complementter.php?table=bp&id=246351&largeur=1280&hauteur=720
34. ↑   Le Capitaine Arrachart fait une chute mortelle http://images.expressdumidi.bibliotheque.toulouse.fr/1933/B315556101_EXPRESS_1933_05_24.pdf
35. ↑  https://www.france-libre.net/site/wp-content/uploads/2023/12/AMFAFL-2023-BIO_FARRUGIA_Robert.pdf
36. ↑   Pierre Hyvernault GC I/2 http://www.etudes-touloises.com/articles/145/art2.pdf
37. ↑   Pétition de 1938 Carlier http://www.cathedrale-chartres.org/fichiers/hebdo-cathedrale/hebdo-2014/414-hebdo-280714-030814.pdf
38. ↑   L'Illustration http://www.google.fr/imgres?imgurl=http%3A%2F%2Fwww.acel28.fr%2Fsite%2Fmedia%2Fimages%2Fhisto%2Fbase_histo_illustration.jpg&imgrefurl=http%3A%2F%2Fwww.acelchartres.com%2Fjoomla3%2Findex.php%2Fhistorique&h=614&w=450&tbnid=zNcSPhH0fvqw5M%3A&zoom=1&docid=oRA_g1niiiNMUM&ei=GlcoVNjYLsjjsAT60YHIAQ&tbm=isch&iact=rc&uact=3&dur=279&page=1&start=0&ndsp=9&ved=0CCAQrQMwAA
39. 1 2  http://www.anciens-aerodromes.com/?p=29265
40. ↑   Vitraux de Chartres durant la Seconde Guerre mondiale http://www.centre-vitrail.org/fr/seize-siecles-d-histoire,203.html
41. ↑  http://www.ressources-centre-vitrail.org/wp-content/uploads/2015/02/DEPOSE-VITRAUX-CHARTRES-A4-BD.pdf
42. ↑  https://www.chartres-tourisme.com/la-cathedrale/pourquoi-venir-a-la-cathedrale-de-chartres/ses-vitraux/leur-preservation-pendant-la-guerre
43. ↑  La rédaction, « Chartres, ville bombardée et meurtrie entre 1940 et 1944 », sur www.lechorepublicain.fr, 22 juillet 2014 (consulté le 22 août 2020).
44. ↑   Formation des équipages 1939-1941 http://www.1940lafrancecontinue.org/FTL/1941/annexes/anx-b-e3-formation-ada.pdf
45. ↑   Potez 63 du CIC de Chartres 1941 http://www.traditions-air.fr/unit/photo/div_CIC.htm
46. ↑   Histoire du GE 314http://www.escadrilles.org/histoire-et-histoires/ecole-de-chasse-1973/
47. ↑   GC I/2 Cigognes http://escadron1.2cigognes.free.fr/trad.php
48. ↑   Bases en 1940 http://jboillet.perso.sfr.fr/histloc1/hl11.html
49. ↑  Fiche capitaine Vidal memoiredeshommes
50. ↑   Les Allemands sur la base aérienne 122 http://www.google.fr/imgres?imgurl=http%3A%2F%2Fwww.archives28.fr%2F_depot_image_ad28%2F_depot_arko%2Farticles%2F91%2Fcompagnie-allemande-sur-la-base-aerienne-de-chartres_img.jpg&imgrefurl=http%3A%2F%2Fwww.archives28.fr%2Farticle.php%3Flaref%3D119%26titre%3Dchapitre-5-janvier-1942-mai-1944-la-guerre-totale&h=600&w=900&tbnid=KNTqWwMGOCz4pM%3A&zoom=1&docid=N1r6SqBiu5jX6M&ei=bg5jVL-DGIXkaMycgqgB&tbm=isch&iact=rc&uact=3&dur=789&page=1&start=0&ndsp=8&ved=0CDUQrQMwBw
51. ↑   Bombardements de l'aérodrome de Chartres http://forcedlanding.pagesperso-orange.fr/1.htm
52. ↑  http://forcedlanding.pagesperso-orange.fr/1.htm
53. ↑   Crash d'un B26 à Chartres http://forcedlanding.pagesperso-orange.fr/smith.htm
54. ↑   Une stèle à Champhol http://www.lechorepublicain.fr/eure-et-loir/actualite/pays/pays-chartrain/2014/07/22/avant-2015-la-stele-fleche-devrait-etre-erigee-pres-de-lancienne-station-meteo-de-champhol_11088384.html
55. ↑   Le Général de Gaulle à Chartres http://www.lechorepublicain.fr/eure-et-loir/actualite/2014/08/23/1944-2014-le-general-de-gaulle-libere-chartres_11117837.html
56. ↑   61e Escadre de transport http://www.traditions-air.fr/texte/escadre61.htm
57. ↑  Mon lieutenant, la tour eiffel est à gauche http://aviateurs.e-monsite.com/pages/1946-et-annees-suivantes/la-tour-eiffel-est-a-gauche.html
58. ↑  http://antam.fr/historique%20unites.html
59. ↑  Achille Carlier, Compte rendu de la pétition nationale pour la suppression du camp d'aviation de Chartres, 1949, 310 p. (lire en ligne)
60. ↑  http://www.anciens-aerodromes.com/?p=25344
61. ↑   CTAC 00.817 http://www.anatc-tnb.fr/memoire/BalardetlesTrans.pdf
62. ↑   Site France-Air-Nato Base aérienne de Dreux http://www.france-air-otan.net/STRUCTURE/Pages_web/Dreux_Historique_Fr.html
63. ↑   Albert-Charles Meyer http://www.commando-air.com/page39.php
64. ↑   Hommage à Albert-Charles Meyer https://www.defense.gouv.fr/air/actus-air/inauguration-de-la-place-general-albert-charles-meyer-a-belfort
65. ↑   EIA 55/555 http://www.ecia.air.defense.gouv.fr/index.php?option=com_content&view=article&id=194&Itemid=237
66. ↑   Unités BA 122 http://www.traditions-air.fr/unit/stationnement/stationnementaf.htm#Chartres
67. ↑   Insignes de la BA 122 http://www.traditions-air.fr/unit/stationnement/stationnementaf.htm#Chartres
68. ↑   Site anciens BA 122 http://servirlafrance.com/space/ba122d
69. ↑  https://www.traditions-air.fr/texte/commandants_bases.htm
70. ↑   Vente des terrains de la BA 122 https://www.defense.gouv.fr/restructurations/accompagnement-eco/accompagnement-economique-local/centre
71. ↑   BOM du 11 mars 2013 BA 122 http://www.boc.sga.defense.gouv.fr/pdf/2014/2014_017_p_defs1352481s_193243.pdf
72. ↑  L'Echo républicain, 15 septembre 2012
73. ↑  La rédaction, « La démolition de l’ex-base aérienne de Chartres-Champhol a commencé », sur www.lechorepublicain.fr, 30 juillet 2016 (consulté le 22 août 2020).